# Llista d'asteroides (448001-449000)
Llista d'asteroides del 448.001 al 449.000, amb data de descoberta i descobridor. És un fragment de la llista d'asteroides completa. Als asteroides se'ls dona un número quan es confirma la seva òrbita, per tant apareixen llistats aproximadament segons la data de descobriment.

## 448001–448100
| Nom    | Designació provisional | Data de descobriment   | Lloc de descobriment | Descobridor/s          |
| ------ | ---------------------- | ---------------------- | -------------------- | ---------------------- |
| 448001 | 2008 CS207             | 8 de febrer de 2008    | Kitt Peak            | Spacewatch             |
| 448002 | 2008 CV213             | 10 de febrer de 2008   | Mount Lemmon         | Mt. Lemmon Survey      |
| 448003 | 2008 DE                | 12 de febrer de 2008   | Catalina             | CSS                    |
| 448004 | 2008 DR2               | 24 de febrer de 2008   | Kitt Peak            | Spacewatch             |
| 448005 | 2008 DH3               | 24 de febrer de 2008   | Mount Lemmon         | Mt. Lemmon Survey      |
| 448006 | 2008 DS17              | 26 de febrer de 2008   | Mount Lemmon         | Mt. Lemmon Survey      |
| 448007 | 2008 DK18              | 31 de gener de 2008    | Mount Lemmon         | Mt. Lemmon Survey      |
| 448008 | 2008 DW21              | 28 de febrer de 2008   | Catalina             | CSS                    |
| 448009 | 2008 DC32              | 2 de febrer de 2008    | Kitt Peak            | Spacewatch             |
| 448010 | 2008 DP33              | 3 de febrer de 2008    | Catalina             | CSS                    |
| 448011 | 2008 DL38              | 13 de febrer de 2008   | Mount Lemmon         | Mt. Lemmon Survey      |
| 448012 | 2008 DY43              | 28 de febrer de 2008   | Mount Lemmon         | Mt. Lemmon Survey      |
| 448013 | 2008 DT45              | 28 de febrer de 2008   | Kitt Peak            | Spacewatch             |
| 448014 | 2008 DQ53              | 20 de gener de 2008    | Mount Lemmon         | Mt. Lemmon Survey      |
| 448015 | 2008 DF61              | 30 de gener de 2008    | Kitt Peak            | Spacewatch             |
| 448016 | 2008 DG69              | 29 de febrer de 2008   | Purple Mountain      | PMO NEO Survey Program |
| 448017 | 2008 DB73              | 26 de febrer de 2008   | Mount Lemmon         | Mt. Lemmon Survey      |
| 448018 | 2008 DY80              | 26 de febrer de 2008   | Kitt Peak            | Spacewatch             |
| 448019 | 2008 DT86              | 28 de febrer de 2008   | Mount Lemmon         | Mt. Lemmon Survey      |
| 448020 | 2008 DO89              | 29 de febrer de 2008   | Mount Lemmon         | Mt. Lemmon Survey      |
| 448021 | 2008 EF11              | 1 de març de 2008      | Kitt Peak            | Spacewatch             |
| 448022 | 2008 ET14              | 1 de març de 2008      | Kitt Peak            | Spacewatch             |
| 448023 | 2008 EV25              | 8 de febrer de 2008    | Mount Lemmon         | Mt. Lemmon Survey      |
| 448024 | 2008 EF26              | 3 de febrer de 2008    | Catalina             | CSS                    |
| 448025 | 2008 EV38              | 4 de març de 2008      | Kitt Peak            | Spacewatch             |
| 448026 | 2008 EK39              | 4 de març de 2008      | Kitt Peak            | Spacewatch             |
| 448027 | 2008 ED42              | 4 de març de 2008      | Mount Lemmon         | Mt. Lemmon Survey      |
| 448028 | 2008 EC47              | 5 de març de 2008      | Mount Lemmon         | Mt. Lemmon Survey      |
| 448029 | 2008 EX50              | 6 de març de 2008      | Kitt Peak            | Spacewatch             |
| 448030 | 2008 EJ55              | 6 de març de 2008      | Mount Lemmon         | Mt. Lemmon Survey      |
| 448031 | 2008 EQ55              | 7 de març de 2008      | Mount Lemmon         | Mt. Lemmon Survey      |
| 448032 | 2008 EO59              | 8 de març de 2008      | Mount Lemmon         | Mt. Lemmon Survey      |
| 448033 | 2008 EP69              | 1 de febrer de 2008    | Mount Lemmon         | Mt. Lemmon Survey      |
| 448034 | 2008 EB89              | 8 de març de 2008      | Socorro              | LINEAR                 |
| 448035 | 2008 ER100             | 17 de desembre de 2007 | Mount Lemmon         | Mt. Lemmon Survey      |
| 448036 | 2008 EV113             | 8 de març de 2008      | Mount Lemmon         | Mt. Lemmon Survey      |
| 448037 | 2008 EX115             | 8 de març de 2008      | Mount Lemmon         | Mt. Lemmon Survey      |
| 448038 | 2008 EV116             | 29 de febrer de 2008   | Kitt Peak            | Spacewatch             |
| 448039 | 2008 ER143             | 3 de març de 2008      | XuYi                 | PMO NEO Survey Program |
| 448040 | 2008 ER153             | 13 de març de 2008     | Kitt Peak            | Spacewatch             |
| 448041 | 2008 EX156             | 11 de març de 2008     | Kitt Peak            | Spacewatch             |
| 448042 | 2008 EA159             | 13 de març de 2008     | Catalina             | CSS                    |
| 448043 | 2008 EQ162             | 13 de març de 2008     | Kitt Peak            | Spacewatch             |
| 448044 | 2008 EA168             | 10 de març de 2008     | Kitt Peak            | Spacewatch             |
| 448045 | 2008 FH6               | 18 de gener de 2008    | Mount Lemmon         | Mt. Lemmon Survey      |
| 448046 | 2008 FU19              | 27 de març de 2008     | Mount Lemmon         | Mt. Lemmon Survey      |
| 448047 | 2008 FY41              | 20 de novembre de 2006 | Kitt Peak            | Spacewatch             |
| 448048 | 2008 FK45              | 28 de març de 2008     | Mount Lemmon         | Mt. Lemmon Survey      |
| 448049 | 2008 FE47              | 28 de març de 2008     | Kitt Peak            | Spacewatch             |
| 448050 | 2008 FR61              | 30 de març de 2008     | Kitt Peak            | Spacewatch             |
| 448051 | 2008 FW61              | 31 de març de 2008     | La Murta             | La Murta               |
| 448052 | 2008 FS65              | 28 de març de 2008     | Mount Lemmon         | Mt. Lemmon Survey      |
| 448053 | 2008 FL66              | 28 de març de 2008     | Kitt Peak            | Spacewatch             |
| 448054 | 2008 FZ83              | 10 de març de 2008     | Kitt Peak            | Spacewatch             |
| 448055 | 2008 FG88              | 28 de març de 2008     | Mount Lemmon         | Mt. Lemmon Survey      |
| 448056 | 2008 FV94              | 29 de març de 2008     | Kitt Peak            | Spacewatch             |
| 448057 | 2008 FW100             | 30 de març de 2008     | Kitt Peak            | Spacewatch             |
| 448058 | 2008 FC117             | 31 de març de 2008     | Kitt Peak            | Spacewatch             |
| 448059 | 2008 FS131             | 27 de març de 2008     | Mount Lemmon         | Mt. Lemmon Survey      |
| 448060 | 2008 FK134             | 29 de març de 2008     | Kitt Peak            | Spacewatch             |
| 448061 | 2008 FX137             | 31 de març de 2008     | Mount Lemmon         | Mt. Lemmon Survey      |
| 448062 | 2008 GT24              | 1 d'abril de 2008      | Mount Lemmon         | Mt. Lemmon Survey      |
| 448063 | 2008 GG39              | 3 d'abril de 2008      | Kitt Peak            | Spacewatch             |
| 448064 | 2008 GY39              | 4 d'abril de 2008      | Mount Lemmon         | Mt. Lemmon Survey      |
| 448065 | 2008 GB50              | 28 de març de 2008     | Kitt Peak            | Spacewatch             |
| 448066 | 2008 GY51              | 5 d'abril de 2008      | Mount Lemmon         | Mt. Lemmon Survey      |
| 448067 | 2008 GV55              | 5 d'abril de 2008      | Mount Lemmon         | Mt. Lemmon Survey      |
| 448068 | 2008 GU70              | 1 de març de 2008      | Kitt Peak            | Spacewatch             |
| 448069 | 2008 GT73              | 7 d'abril de 2008      | Mount Lemmon         | Mt. Lemmon Survey      |
| 448070 | 2008 GV80              | 7 d'abril de 2008      | Mount Lemmon         | Mt. Lemmon Survey      |
| 448071 | 2008 GC84              | 8 d'abril de 2008      | Mount Lemmon         | Mt. Lemmon Survey      |
| 448072 | 2008 GW87              | 5 de març de 2008      | Mount Lemmon         | Mt. Lemmon Survey      |
| 448073 | 2008 GA91              | 6 d'abril de 2008      | Mount Lemmon         | Mt. Lemmon Survey      |
| 448074 | 2008 GQ93              | 25 de març de 2008     | Kitt Peak            | Spacewatch             |
| 448075 | 2008 GC121             | 29 de setembre de 2005 | Kitt Peak            | Spacewatch             |
| 448076 | 2008 GW132             | 14 d'abril de 2008     | Mount Lemmon         | Mt. Lemmon Survey      |
| 448077 | 2008 GF138             | 15 d'abril de 2008     | Kitt Peak            | Spacewatch             |
| 448078 | 2008 GL139             | 4 d'abril de 2008      | Kitt Peak            | Spacewatch             |
| 448079 | 2008 GV139             | 6 d'abril de 2008      | Kitt Peak            | Spacewatch             |
| 448080 | 2008 GY139             | 6 d'abril de 2008      | Kitt Peak            | Spacewatch             |
| 448081 | 2008 HA16              | 3 d'abril de 2008      | Kitt Peak            | Spacewatch             |
| 448082 | 2008 HZ20              | 15 de març de 2008     | Mount Lemmon         | Mt. Lemmon Survey      |
| 448083 | 2008 HD29              | 13 de març de 2008     | Kitt Peak            | Spacewatch             |
| 448084 | 2008 HN29              | 28 d'abril de 2008     | Mount Lemmon         | Mt. Lemmon Survey      |
| 448085 | 2008 HF36              | 29 de març de 2008     | Kitt Peak            | Spacewatch             |
| 448086 | 2008 HW50              | 29 d'abril de 2008     | Kitt Peak            | Spacewatch             |
| 448087 | 2008 HO52              | 29 d'abril de 2008     | Kitt Peak            | Spacewatch             |
| 448088 | 2008 JT15              | 4 de maig de 2005      | Mount Lemmon         | Mt. Lemmon Survey      |
| 448089 | 2008 JQ22              | 10 d'abril de 2008     | Kitt Peak            | Spacewatch             |
| 448090 | 2008 JK23              | 15 d'abril de 2008     | Kitt Peak            | Spacewatch             |
| 448091 | 2008 JD24              | 8 de maig de 2008      | Kitt Peak            | Spacewatch             |
| 448092 | 2008 JP33              | 16 d'abril de 2008     | Mount Lemmon         | Mt. Lemmon Survey      |
| 448093 | 2008 JB37              | 12 de maig de 2008     | Siding Spring        | Siding Spring Survey   |
| 448094 | 2008 JK38              | 14 de maig de 2008     | Kitt Peak            | Spacewatch             |
| 448095 | 2008 KL4               | 30 d'abril de 2008     | Mount Lemmon         | Mt. Lemmon Survey      |
| 448096 | 2008 KB5               | 30 d'abril de 2008     | Mount Lemmon         | Mt. Lemmon Survey      |
| 448097 | 2008 KQ8               | 3 d'abril de 2008      | Mount Lemmon         | Mt. Lemmon Survey      |
| 448098 | 2008 KR12              | 15 d'abril de 2008     | Kitt Peak            | Spacewatch             |
| 448099 | 2008 KF13              | 1 d'abril de 2008      | Kitt Peak            | Spacewatch             |
| 448100 | 2008 KM16              | 5 de maig de 2008      | Kitt Peak            | Spacewatch             |

## 448101–448200
| Nom    | Designació provisional | Data de descobriment   | Lloc de descobriment | Descobridor/s        |
| ------ | ---------------------- | ---------------------- | -------------------- | -------------------- |
| 448101 | 2008 KA18              | 2 de maig de 2008      | Kitt Peak            | Spacewatch           |
| 448102 | 2008 KJ18              | 28 de maig de 2008     | Kitt Peak            | Spacewatch           |
| 448103 | 2008 KQ33              | 7 de maig de 2008      | Kitt Peak            | Spacewatch           |
| 448104 | 2008 KU37              | 30 de maig de 2008     | Kitt Peak            | Spacewatch           |
| 448105 | 2008 KC39              | 8 d'octubre de 2004    | Kitt Peak            | Spacewatch           |
| 448106 | 2008 KV39              | 31 de maig de 2008     | Kitt Peak            | Spacewatch           |
| 448107 | 2008 LH13              | 7 de juny de 2008      | Kitt Peak            | Spacewatch           |
| 448108 | 2008 MY4               | 26 de juny de 2008     | Cerro Burek          | Cerro Burek          |
| 448109 | 2008 NZ1               | 7 de juliol de 2008    | La Sagra             | OAM                  |
| 448110 | 2008 NF5               | 1 de juliol de 2008    | Catalina             | CSS                  |
| 448111 | 2008 NL5               | 1 de juliol de 2008    | Catalina             | CSS                  |
| 448112 | 2008 OA25              | 30 de juliol de 2008   | Kitt Peak            | Spacewatch           |
| 448113 | 2008 PR7               | 5 d'agost de 2008      | La Sagra             | OAM                  |
| 448114 | 2008 PD15              | 10 d'agost de 2008     | La Sagra             | OAM                  |
| 448115 | 2008 QU                | 28 de juny de 2008     | Siding Spring        | Siding Spring Survey |
| 448116 | 2008 QG12              | 25 d'agost de 2008     | La Sagra             | OAM                  |
| 448117 | 2008 RU1               | 23 d'agost de 2008     | Kitt Peak            | Spacewatch           |
| 448118 | 2008 RU5               | 2 de setembre de 2008  | Kitt Peak            | Spacewatch           |
| 448119 | 2008 RU73              | 21 d'agost de 2008     | Kitt Peak            | Spacewatch           |
| 448120 | 2008 RF80              | 2 de setembre de 2008  | Siding Spring        | Siding Spring Survey |
| 448121 | 2008 RE103             | 5 de setembre de 2008  | Kitt Peak            | Spacewatch           |
| 448122 | 2008 RE115             | 6 de setembre de 2008  | Mount Lemmon         | Mt. Lemmon Survey    |
| 448123 | 2008 RN127             | 6 de setembre de 2008  | Kitt Peak            | Spacewatch           |
| 448124 | 2008 RG128             | 7 de setembre de 2008  | Mount Lemmon         | Mt. Lemmon Survey    |
| 448125 | 2008 RM139             | 7 de setembre de 2008  | Mount Lemmon         | Mt. Lemmon Survey    |
| 448126 | 2008 SJ10              | 22 de setembre de 2008 | Socorro              | LINEAR               |
| 448127 | 2008 SF15              | 29 de juliol de 2008   | Kitt Peak            | Spacewatch           |
| 448128 | 2008 SR16              | 29 de juliol de 2008   | Kitt Peak            | Spacewatch           |
| 448129 | 2008 SA18              | 19 de setembre de 2008 | Kitt Peak            | Spacewatch           |
| 448130 | 2008 SO22              | 19 de setembre de 2008 | Kitt Peak            | Spacewatch           |
| 448131 | 2008 SS22              | 19 de setembre de 2008 | Kitt Peak            | Spacewatch           |
| 448132 | 2008 SX40              | 6 de setembre de 2008  | Catalina             | CSS                  |
| 448133 | 2008 SG59              | 20 de setembre de 2008 | Kitt Peak            | Spacewatch           |
| 448134 | 2008 SJ75              | 24 d'agost de 2008     | Kitt Peak            | Spacewatch           |
| 448135 | 2008 SF82              | 4 de setembre de 2008  | Kitt Peak            | Spacewatch           |
| 448136 | 2008 SW101             | 7 de setembre de 2008  | Mount Lemmon         | Mt. Lemmon Survey    |
| 448137 | 2008 SV115             | 22 de setembre de 2008 | Kitt Peak            | Spacewatch           |
| 448138 | 2008 SN117             | 22 de setembre de 2008 | Mount Lemmon         | Mt. Lemmon Survey    |
| 448139 | 2008 SB125             | 22 de setembre de 2008 | Mount Lemmon         | Mt. Lemmon Survey    |
| 448140 | 2008 SM128             | 22 de setembre de 2008 | Kitt Peak            | Spacewatch           |
| 448141 | 2008 SH135             | 29 de juliol de 2008   | Kitt Peak            | Spacewatch           |
| 448142 | 2008 SG137             | 23 de setembre de 2008 | Catalina             | CSS                  |
| 448143 | 2008 SJ153             | 22 de setembre de 2008 | Socorro              | LINEAR               |
| 448144 | 2008 SS158             | 24 de setembre de 2008 | Socorro              | LINEAR               |
| 448145 | 2008 SE159             | 24 de setembre de 2008 | Socorro              | LINEAR               |
| 448146 | 2008 SS161             | 28 de setembre de 2008 | Socorro              | LINEAR               |
| 448147 | 2008 SY177             | 23 de setembre de 2008 | Mount Lemmon         | Mt. Lemmon Survey    |
| 448148 | 2008 SD184             | 24 de setembre de 2008 | Kitt Peak            | Spacewatch           |
| 448149 | 2008 SM189             | 21 de setembre de 2008 | Kitt Peak            | Spacewatch           |
| 448150 | 2008 SZ197             | 25 de setembre de 2008 | Kitt Peak            | Spacewatch           |
| 448151 | 2008 ST203             | 26 de setembre de 2008 | Kitt Peak            | Spacewatch           |
| 448152 | 2008 SN205             | 26 de setembre de 2008 | Kitt Peak            | Spacewatch           |
| 448153 | 2008 SC214             | 3 de setembre de 2008  | Kitt Peak            | Spacewatch           |
| 448154 | 2008 SQ222             | 25 de setembre de 2008 | Mount Lemmon         | Mt. Lemmon Survey    |
| 448155 | 2008 SA241             | 29 de setembre de 2008 | Catalina             | CSS                  |
| 448156 | 2008 SB241             | 4 de setembre de 2008  | Kitt Peak            | Spacewatch           |
| 448157 | 2008 SM243             | 11 de setembre de 2004 | Kitt Peak            | Spacewatch           |
| 448158 | 2008 SB254             | 22 de setembre de 2008 | Kitt Peak            | Spacewatch           |
| 448159 | 2008 SV300             | 23 de setembre de 2008 | Mount Lemmon         | Mt. Lemmon Survey    |
| 448160 | 2008 TX14              | 1 d'octubre de 2008    | Mount Lemmon         | Mt. Lemmon Survey    |
| 448161 | 2008 TG24              | 2 d'octubre de 2008    | Catalina             | CSS                  |
| 448162 | 2008 TT30              | 1 d'octubre de 2008    | Kitt Peak            | Spacewatch           |
| 448163 | 2008 TN36              | 1 d'octubre de 2008    | Mount Lemmon         | Mt. Lemmon Survey    |
| 448164 | 2008 TO45              | 1 d'octubre de 2008    | Mount Lemmon         | Mt. Lemmon Survey    |
| 448165 | 2008 TP46              | 1 d'octubre de 2008    | Kitt Peak            | Spacewatch           |
| 448166 | 2008 TY52              | 20 de setembre de 2008 | Kitt Peak            | Spacewatch           |
| 448167 | 2008 TU53              | 2 d'octubre de 2008    | Kitt Peak            | Spacewatch           |
| 448168 | 2008 TN57              | 6 de setembre de 2008  | Mount Lemmon         | Mt. Lemmon Survey    |
| 448169 | 2008 TH64              | 2 d'octubre de 2008    | Kitt Peak            | Spacewatch           |
| 448170 | 2008 TX67              | 2 d'octubre de 2008    | Kitt Peak            | Spacewatch           |
| 448171 | 2008 TC71              | 7 d'abril de 2006      | Mount Lemmon         | Mt. Lemmon Survey    |
| 448172 | 2008 TS108             | 6 d'octubre de 2008    | Mount Lemmon         | Mt. Lemmon Survey    |
| 448173 | 2008 TM129             | 22 de setembre de 2008 | Kitt Peak            | Spacewatch           |
| 448174 | 2008 TJ147             | 9 d'octubre de 2008    | Mount Lemmon         | Mt. Lemmon Survey    |
| 448175 | 2008 TC148             | 9 d'octubre de 2008    | Mount Lemmon         | Mt. Lemmon Survey    |
| 448176 | 2008 TS158             | 10 d'octubre de 2008   | Kitt Peak            | Spacewatch           |
| 448177 | 2008 TB163             | 1 d'octubre de 2008    | Catalina             | CSS                  |
| 448178 | 2008 TG167             | 8 d'octubre de 2008    | Mount Lemmon         | Mt. Lemmon Survey    |
| 448179 | 2008 TW168             | 3 d'octubre de 2008    | Mount Lemmon         | Mt. Lemmon Survey    |
| 448180 | 2008 TB171             | 9 d'octubre de 2008    | Mount Lemmon         | Mt. Lemmon Survey    |
| 448181 | 2008 TO186             | 15 d'octubre de 2001   | Kitt Peak            | Spacewatch           |
| 448182 | 2008 UO4               | 25 d'octubre de 2008   | Catalina             | CSS                  |
| 448183 | 2008 UT7               | 17 d'octubre de 2008   | Kitt Peak            | Spacewatch           |
| 448184 | 2008 UA15              | 18 d'octubre de 2008   | Kitt Peak            | Spacewatch           |
| 448185 | 2008 UK17              | 18 d'octubre de 2008   | Kitt Peak            | Spacewatch           |
| 448186 | 2008 UA39              | 20 d'octubre de 2008   | Kitt Peak            | Spacewatch           |
| 448187 | 2008 UH39              | 20 d'octubre de 2008   | Kitt Peak            | Spacewatch           |
| 448188 | 2008 UT40              | 20 d'octubre de 2008   | Kitt Peak            | Spacewatch           |
| 448189 | 2008 US41              | 20 d'octubre de 2008   | Kitt Peak            | Spacewatch           |
| 448190 | 2008 UW46              | 20 d'octubre de 2008   | Kitt Peak            | Spacewatch           |
| 448191 | 2008 UV47              | 20 d'octubre de 2008   | Kitt Peak            | Spacewatch           |
| 448192 | 2008 UQ80              | 22 d'octubre de 2008   | Kitt Peak            | Spacewatch           |
| 448193 | 2008 UP85              | 21 de setembre de 2008 | Kitt Peak            | Spacewatch           |
| 448194 | 2008 UN88              | 2 de desembre de 2005  | Kitt Peak            | Spacewatch           |
| 448195 | 2008 UT101             | 23 de setembre de 2008 | Kitt Peak            | Spacewatch           |
| 448196 | 2008 US115             | 22 d'octubre de 2008   | Kitt Peak            | Spacewatch           |
| 448197 | 2008 US130             | 6 de setembre de 2008  | Mount Lemmon         | Mt. Lemmon Survey    |
| 448198 | 2008 UY131             | 23 de setembre de 2008 | Mount Lemmon         | Mt. Lemmon Survey    |
| 448199 | 2008 UC135             | 23 d'octubre de 2008   | Kitt Peak            | Spacewatch           |
| 448200 | 2008 UP135             | 23 d'octubre de 2008   | Kitt Peak            | Spacewatch           |

## 448201–448300
| Nom    | Designació provisional | Data de descobriment   | Lloc de descobriment | Descobridor/s          |
| ------ | ---------------------- | ---------------------- | -------------------- | ---------------------- |
| 448201 | 2008 UD143             | 23 d'octubre de 2008   | Kitt Peak            | Spacewatch             |
| 448202 | 2008 UF151             | 23 d'octubre de 2008   | Kitt Peak            | Spacewatch             |
| 448203 | 2008 UH167             | 24 d'octubre de 2008   | Kitt Peak            | Spacewatch             |
| 448204 | 2008 UV174             | 22 de setembre de 2008 | Mount Lemmon         | Mt. Lemmon Survey      |
| 448205 | 2008 US188             | 25 d'octubre de 2008   | Kitt Peak            | Spacewatch             |
| 448206 | 2008 UA193             | 25 d'octubre de 2008   | Mount Lemmon         | Mt. Lemmon Survey      |
| 448207 | 2008 UM206             | 22 d'octubre de 2008   | Kitt Peak            | Spacewatch             |
| 448208 | 2008 UG212             | 22 de setembre de 2008 | Kitt Peak            | Spacewatch             |
| 448209 | 2008 UF227             | 7 de setembre de 2008  | Mount Lemmon         | Mt. Lemmon Survey      |
| 448210 | 2008 UP233             | 26 d'octubre de 2008   | Kitt Peak            | Spacewatch             |
| 448211 | 2008 UH247             | 26 d'octubre de 2008   | Kitt Peak            | Spacewatch             |
| 448212 | 2008 UK248             | 26 d'octubre de 2008   | Kitt Peak            | Spacewatch             |
| 448213 | 2008 UO258             | 23 d'octubre de 2008   | Kitt Peak            | Spacewatch             |
| 448214 | 2008 UK262             | 27 d'octubre de 2008   | Kitt Peak            | Spacewatch             |
| 448215 | 2008 UF274             | 4 de febrer de 2006    | Kitt Peak            | Spacewatch             |
| 448216 | 2008 UO276             | 28 d'octubre de 2008   | Mount Lemmon         | Mt. Lemmon Survey      |
| 448217 | 2008 UY276             | 28 d'octubre de 2008   | Mount Lemmon         | Mt. Lemmon Survey      |
| 448218 | 2008 UA283             | 28 d'octubre de 2008   | Mount Lemmon         | Mt. Lemmon Survey      |
| 448219 | 2008 UW294             | 29 d'octubre de 2008   | Kitt Peak            | Spacewatch             |
| 448220 | 2008 UJ327             | 28 de setembre de 2008 | Catalina             | CSS                    |
| 448221 | 2008 UH329             | 31 d'octubre de 2008   | Kitt Peak            | Spacewatch             |
| 448222 | 2008 UO354             | 27 d'octubre de 2008   | Mount Lemmon         | Mt. Lemmon Survey      |
| 448223 | 2008 UK355             | 23 d'octubre de 2008   | Mount Lemmon         | Mt. Lemmon Survey      |
| 448224 | 2008 UK357             | 24 d'octubre de 2008   | Kitt Peak            | Spacewatch             |
| 448225 | 2008 VP3               | 3 de novembre de 2008  | Bisei SG Center      | BATTeRS                |
| 448226 | 2008 VV6               | 1 de novembre de 2008  | Mount Lemmon         | Mt. Lemmon Survey      |
| 448227 | 2008 VL20              | 1 de novembre de 2008  | Mount Lemmon         | Mt. Lemmon Survey      |
| 448228 | 2008 VM24              | 1 de novembre de 2008  | Kitt Peak            | Spacewatch             |
| 448229 | 2008 VJ46              | 3 de novembre de 2008  | Kitt Peak            | Spacewatch             |
| 448230 | 2008 VY68              | 6 de novembre de 2008  | Mount Lemmon         | Mt. Lemmon Survey      |
| 448231 | 2008 VY71              | 1 de novembre de 2008  | Mount Lemmon         | Mt. Lemmon Survey      |
| 448232 | 2008 VC73              | 1 de novembre de 2008  | Mount Lemmon         | Mt. Lemmon Survey      |
| 448233 | 2008 WN8               | 17 de novembre de 2008 | Kitt Peak            | Spacewatch             |
| 448234 | 2008 WY22              | 18 de novembre de 2008 | Catalina             | CSS                    |
| 448235 | 2008 WT23              | 18 de novembre de 2008 | Catalina             | CSS                    |
| 448236 | 2008 WS28              | 22 de setembre de 2008 | Mount Lemmon         | Mt. Lemmon Survey      |
| 448237 | 2008 WF30              | 19 de novembre de 2008 | Mount Lemmon         | Mt. Lemmon Survey      |
| 448238 | 2008 WK31              | 19 de novembre de 2008 | Mount Lemmon         | Mt. Lemmon Survey      |
| 448239 | 2008 WK40              | 27 de setembre de 2008 | Mount Lemmon         | Mt. Lemmon Survey      |
| 448240 | 2008 WK42              | 9 de setembre de 2008  | Mount Lemmon         | Mt. Lemmon Survey      |
| 448241 | 2008 WL43              | 21 d'octubre de 2008   | Mount Lemmon         | Mt. Lemmon Survey      |
| 448242 | 2008 WX48              | 18 de novembre de 2008 | Catalina             | CSS                    |
| 448243 | 2008 WR51              | 19 de novembre de 2008 | Kitt Peak            | Spacewatch             |
| 448244 | 2008 WK65              | 1 d'octubre de 2008    | Mount Lemmon         | Mt. Lemmon Survey      |
| 448245 | 2008 WS68              | 7 de novembre de 2008  | Mount Lemmon         | Mt. Lemmon Survey      |
| 448246 | 2008 WH91              | 18 d'abril de 2007     | Mount Lemmon         | Mt. Lemmon Survey      |
| 448247 | 2008 WJ92              | 24 de setembre de 2008 | Mount Lemmon         | Mt. Lemmon Survey      |
| 448248 | 2008 WY104             | 24 d'octubre de 2008   | Kitt Peak            | Spacewatch             |
| 448249 | 2008 WQ111             | 30 de novembre de 2008 | Kitt Peak            | Spacewatch             |
| 448250 | 2008 WC115             | 30 de novembre de 2008 | Mount Lemmon         | Mt. Lemmon Survey      |
| 448251 | 2008 WU117             | 30 de novembre de 2008 | Mount Lemmon         | Mt. Lemmon Survey      |
| 448252 | 2008 WA140             | 24 de novembre de 2008 | Mount Lemmon         | Mt. Lemmon Survey      |
| 448253 | 2008 WG141             | 6 de novembre de 2008  | Kitt Peak            | Spacewatch             |
| 448254 | 2008 XF6               | 4 de desembre de 2008  | Socorro              | LINEAR                 |
| 448255 | 2008 XJ17              | 1 de desembre de 2008  | Kitt Peak            | Spacewatch             |
| 448256 | 2008 XK50              | 4 de desembre de 2008  | Mount Lemmon         | Mt. Lemmon Survey      |
| 448257 | 2008 XG52              | 4 de desembre de 2008  | Kitt Peak            | Spacewatch             |
| 448258 | 2008 YV                | 7 de desembre de 2008  | Mount Lemmon         | Mt. Lemmon Survey      |
| 448259 | 2008 YZ6               | 23 de desembre de 2008 | Dauban               | Kugel, F.              |
| 448260 | 2008 YE14              | 4 de desembre de 2008  | Mount Lemmon         | Mt. Lemmon Survey      |
| 448261 | 2008 YX16              | 21 de desembre de 2008 | Mount Lemmon         | Mt. Lemmon Survey      |
| 448262 | 2008 YC19              | 21 de desembre de 2008 | Mount Lemmon         | Mt. Lemmon Survey      |
| 448263 | 2008 YQ46              | 29 de desembre de 2008 | Mount Lemmon         | Mt. Lemmon Survey      |
| 448264 | 2008 YD51              | 29 de desembre de 2008 | Mount Lemmon         | Mt. Lemmon Survey      |
| 448265 | 2008 YW52              | 29 de desembre de 2008 | Mount Lemmon         | Mt. Lemmon Survey      |
| 448266 | 2008 YK56              | 23 d'octubre de 2008   | Mount Lemmon         | Mt. Lemmon Survey      |
| 448267 | 2008 YM58              | 30 de desembre de 2008 | Kitt Peak            | Spacewatch             |
| 448268 | 2008 YF62              | 30 d'octubre de 2008   | Kitt Peak            | Spacewatch             |
| 448269 | 2008 YA83              | 21 de desembre de 2008 | Kitt Peak            | Spacewatch             |
| 448270 | 2008 YO99              | 29 de desembre de 2008 | Kitt Peak            | Spacewatch             |
| 448271 | 2008 YS99              | 29 de desembre de 2008 | Kitt Peak            | Spacewatch             |
| 448272 | 2008 YG102             | 29 de desembre de 2008 | Kitt Peak            | Spacewatch             |
| 448273 | 2008 YJ108             | 29 de desembre de 2008 | Kitt Peak            | Spacewatch             |
| 448274 | 2008 YB111             | 2 d'abril de 2006      | Kitt Peak            | Spacewatch             |
| 448275 | 2008 YN123             | 30 de desembre de 2008 | Kitt Peak            | Spacewatch             |
| 448276 | 2008 YP141             | 24 de novembre de 2008 | Mount Lemmon         | Mt. Lemmon Survey      |
| 448277 | 2008 YA146             | 30 de desembre de 2008 | Kitt Peak            | Spacewatch             |
| 448278 | 2008 YW152             | 30 de desembre de 2008 | Mount Lemmon         | Mt. Lemmon Survey      |
| 448279 | 2008 YB153             | 30 de desembre de 2008 | Kitt Peak            | Spacewatch             |
| 448280 | 2008 YB158             | 30 de desembre de 2008 | Mount Lemmon         | Mt. Lemmon Survey      |
| 448281 | 2008 YH160             | 31 de desembre de 2008 | XuYi                 | PMO NEO Survey Program |
| 448282 | 2008 YG164             | 24 de novembre de 2008 | Mount Lemmon         | Mt. Lemmon Survey      |
| 448283 | 2008 YJ170             | 22 de desembre de 2008 | Kitt Peak            | Spacewatch             |
| 448284 | 2009 AH8               | 1 de gener de 2009     | Kitt Peak            | Spacewatch             |
| 448285 | 2009 AA12              | 22 de desembre de 2008 | Kitt Peak            | Spacewatch             |
| 448286 | 2009 AR20              | 2 de gener de 2009     | Mount Lemmon         | Mt. Lemmon Survey      |
| 448287 | 2009 AK23              | 3 de gener de 2009     | Kitt Peak            | Spacewatch             |
| 448288 | 2009 AM26              | 24 de novembre de 2008 | Mount Lemmon         | Mt. Lemmon Survey      |
| 448289 | 2009 BA8               | 8 de gener de 2009     | Kitt Peak            | Spacewatch             |
| 448290 | 2009 BS11              | 18 de gener de 2009    | Catalina             | CSS                    |
| 448291 | 2009 BV13              | 27 de gener de 2009    | Socorro              | LINEAR                 |
| 448292 | 2009 BH14              | 24 de gener de 2009    | Calar Alto           | Hormuth, F.            |
| 448293 | 2009 BQ18              | 30 de desembre de 2008 | Kitt Peak            | Spacewatch             |
| 448294 | 2009 BB21              | 16 de gener de 2009    | Mount Lemmon         | Mt. Lemmon Survey      |
| 448295 | 2009 BS21              | 17 de gener de 2009    | Kitt Peak            | Spacewatch             |
| 448296 | 2009 BE30              | 2 de gener de 2009     | Kitt Peak            | Spacewatch             |
| 448297 | 2009 BL33              | 16 de gener de 2009    | Kitt Peak            | Spacewatch             |
| 448298 | 2009 BG35              | 16 de gener de 2009    | Kitt Peak            | Spacewatch             |
| 448299 | 2009 BR42              | 16 de gener de 2009    | Kitt Peak            | Spacewatch             |
| 448300 | 2009 BN60              | 17 de gener de 2009    | Mount Lemmon         | Mt. Lemmon Survey      |

## 448301–448400
| Nom    | Designació provisional | Data de descobriment   | Lloc de descobriment | Descobridor/s          |
| ------ | ---------------------- | ---------------------- | -------------------- | ---------------------- |
| 448301 | 2009 BE62              | 18 de gener de 2009    | Kitt Peak            | Spacewatch             |
| 448302 | 2009 BN72              | 28 de gener de 2009    | Dauban               | Kugel, F.              |
| 448303 | 2009 BM82              | 1 de desembre de 2008  | Mount Lemmon         | Mt. Lemmon Survey      |
| 448304 | 2009 BD98              | 26 de gener de 2009    | Mount Lemmon         | Mt. Lemmon Survey      |
| 448305 | 2009 BL101             | 20 de gener de 2009    | Catalina             | CSS                    |
| 448306 | 2009 BH126             | 15 de gener de 2009    | Kitt Peak            | Spacewatch             |
| 448307 | 2009 BW131             | 23 d'octubre de 2004   | Kitt Peak            | Spacewatch             |
| 448308 | 2009 BP136             | 29 de gener de 2009    | Kitt Peak            | Spacewatch             |
| 448309 | 2009 BL141             | 30 de gener de 2009    | Kitt Peak            | Spacewatch             |
| 448310 | 2009 BQ141             | 30 de gener de 2009    | Kitt Peak            | Spacewatch             |
| 448311 | 2009 BV163             | 31 de gener de 2009    | Kitt Peak            | Spacewatch             |
| 448312 | 2009 BA173             | 20 de gener de 2009    | Kitt Peak            | Spacewatch             |
| 448313 | 2009 BX184             | 20 de gener de 2009    | Socorro              | LINEAR                 |
| 448314 | 2009 BX185             | 28 de gener de 2009    | Catalina             | CSS                    |
| 448315 | 2009 CJ1               | 3 de febrer de 2009    | Socorro              | LINEAR                 |
| 448316 | 2009 CJ25              | 7 d'octubre de 1996    | Kitt Peak            | Spacewatch             |
| 448317 | 2009 CU54              | 19 de gener de 2009    | Mount Lemmon         | Mt. Lemmon Survey      |
| 448318 | 2009 CU65              | 4 de febrer de 2009    | Mount Lemmon         | Mt. Lemmon Survey      |
| 448319 | 2009 DV11              | 24 de gener de 2009    | XuYi                 | PMO NEO Survey Program |
| 448320 | 2009 DY51              | 18 de gener de 2009    | Kitt Peak            | Spacewatch             |
| 448321 | 2009 DW53              | 22 de febrer de 2009   | Kitt Peak            | Spacewatch             |
| 448322 | 2009 DG56              | 22 de febrer de 2009   | Kitt Peak            | Spacewatch             |
| 448323 | 2009 DK58              | 22 de febrer de 2009   | Kitt Peak            | Spacewatch             |
| 448324 | 2009 DN70              | 3 de febrer de 2009    | Kitt Peak            | Spacewatch             |
| 448325 | 2009 DQ72              | 22 de febrer de 2009   | Mount Lemmon         | Mt. Lemmon Survey      |
| 448326 | 2009 DU108             | 20 de febrer de 2009   | Kitt Peak            | Spacewatch             |
| 448327 | 2009 DQ110             | 21 de febrer de 2009   | Catalina             | CSS                    |
| 448328 | 2009 DW110             | 29 de gener de 2009    | Catalina             | CSS                    |
| 448329 | 2009 DJ124             | 19 de febrer de 2009   | Kitt Peak            | Spacewatch             |
| 448330 | 2009 DZ136             | 26 de febrer de 2009   | Catalina             | CSS                    |
| 448331 | 2009 DX141             | 20 de febrer de 2009   | Socorro              | LINEAR                 |
| 448332 | 2009 DF142             | 26 de febrer de 2009   | Kitt Peak            | Spacewatch             |
| 448333 | 2009 EC17              | 29 de gener de 2009    | Mount Lemmon         | Mt. Lemmon Survey      |
| 448334 | 2009 EG30              | 3 de març de 2009      | Catalina             | CSS                    |
| 448335 | 2009 EJ30              | 3 de març de 2009      | Kitt Peak            | Spacewatch             |
| 448336 | 2009 FU15              | 17 de març de 2009     | Kitt Peak            | Spacewatch             |
| 448337 | 2009 FA24              | 18 de març de 2009     | La Sagra             | OAM                    |
| 448338 | 2009 FP24              | 20 de març de 2009     | La Sagra             | OAM                    |
| 448339 | 2009 FQ31              | 28 de març de 2009     | Siding Spring        | Siding Spring Survey   |
| 448340 | 2009 FM38              | 18 de març de 2009     | Catalina             | CSS                    |
| 448341 | 2009 FO46              | 19 de març de 2009     | Kitt Peak            | Spacewatch             |
| 448342 | 2009 FS46              | 27 de març de 2009     | Catalina             | CSS                    |
| 448343 | 2009 FJ48              | 24 de març de 2009     | Mount Lemmon         | Mt. Lemmon Survey      |
| 448344 | 2009 FX57              | 17 de març de 2009     | Kitt Peak            | Spacewatch             |
| 448345 | 2009 FN58              | 21 de març de 2009     | Mount Lemmon         | Mt. Lemmon Survey      |
| 448346 | 2009 FK59              | 26 de març de 2009     | Kitt Peak            | Spacewatch             |
| 448347 | 2009 FZ62              | 26 de març de 2009     | Kitt Peak            | Spacewatch             |
| 448348 | 2009 FB64              | 31 de març de 2009     | Kitt Peak            | Spacewatch             |
| 448349 | 2009 FU65              | 19 de març de 2009     | Mount Lemmon         | Mt. Lemmon Survey      |
| 448350 | 2009 FA72              | 17 de març de 2009     | Kitt Peak            | Spacewatch             |
| 448351 | 2009 GR                | 4 d'abril de 2009      | Cerro Burek          | Cerro Burek            |
| 448352 | 2009 GY                | 3 d'abril de 2009      | Cerro Burek          | Cerro Burek            |
| 448353 | 2009 HE1               | 20 de febrer de 2009   | Mount Lemmon         | Mt. Lemmon Survey      |
| 448354 | 2009 HN9               | 24 de març de 2009     | Mount Lemmon         | Mt. Lemmon Survey      |
| 448355 | 2009 HL12              | 31 de març de 2009     | Kitt Peak            | Spacewatch             |
| 448356 | 2009 HS13              | 16 de març de 2009     | Kitt Peak            | Spacewatch             |
| 448357 | 2009 HV14              | 28 de març de 2009     | Kitt Peak            | Spacewatch             |
| 448358 | 2009 HD18              | 31 de març de 2009     | Kitt Peak            | Spacewatch             |
| 448359 | 2009 HZ21              | 23 de març de 2009     | XuYi                 | PMO NEO Survey Program |
| 448360 | 2009 HS27              | 17 de març de 2009     | Kitt Peak            | Spacewatch             |
| 448361 | 2009 HA44              | 20 d'abril de 2009     | Kitt Peak            | Spacewatch             |
| 448362 | 2009 HX47              | 18 de març de 2009     | Kitt Peak            | Spacewatch             |
| 448363 | 2009 HA48              | 19 d'abril de 2009     | Kitt Peak            | Spacewatch             |
| 448364 | 2009 HO51              | 21 d'abril de 2009     | Kitt Peak            | Spacewatch             |
| 448365 | 2009 HB52              | 19 de febrer de 2009   | Kitt Peak            | Spacewatch             |
| 448366 | 2009 HF60              | 26 d'abril de 2009     | Catalina             | CSS                    |
| 448367 | 2009 HB65              | 20 d'abril de 2009     | Mount Lemmon         | Mt. Lemmon Survey      |
| 448368 | 2009 HV71              | 24 d'abril de 2009     | Kitt Peak            | Spacewatch             |
| 448369 | 2009 HH74              | 1 d'abril de 2009      | Catalina             | CSS                    |
| 448370 | 2009 HX97              | 19 d'abril de 2009     | Kitt Peak            | Spacewatch             |
| 448371 | 2009 JK12              | 15 de maig de 2009     | La Sagra             | OAM                    |
| 448372 | 2009 KJ1               | 18 de maig de 2009     | La Sagra             | OAM                    |
| 448373 | 2009 KM4               | 24 de maig de 2009     | Kitt Peak            | Spacewatch             |
| 448374 | 2009 KL5               | 24 d'abril de 2009     | Kitt Peak            | Spacewatch             |
| 448375 | 2009 KB11              | 25 de maig de 2009     | Kitt Peak            | Spacewatch             |
| 448376 | 2009 KL14              | 26 de maig de 2009     | Kitt Peak            | Spacewatch             |
| 448377 | 2009 KC16              | 1 de maig de 2009      | Kitt Peak            | Spacewatch             |
| 448378 | 2009 KL24              | 1 de maig de 2009      | Mount Lemmon         | Mt. Lemmon Survey      |
| 448379 | 2009 LV1               | 12 de juny de 2009     | Kitt Peak            | Spacewatch             |
| 448380 | 2009 LX1               | 12 de juny de 2009     | Kitt Peak            | Spacewatch             |
| 448381 | 2009 ML10              | 28 de maig de 2008     | Kitt Peak            | Spacewatch             |
| 448382 | 2009 OD                | 21 de juny de 2009     | Mount Lemmon         | Mt. Lemmon Survey      |
| 448383 | 2009 OX10              | 28 de juliol de 2009   | Catalina             | CSS                    |
| 448384 | 2009 OH14              | 29 de juliol de 2009   | Catalina             | CSS                    |
| 448385 | 2009 PS8               | 15 d'agost de 2009     | Catalina             | CSS                    |
| 448386 | 2009 PP17              | 1 d'agost de 2009      | Kitt Peak            | Spacewatch             |
| 448387 | 2009 PW19              | 15 d'agost de 2009     | Catalina             | CSS                    |
| 448388 | 2009 QS7               | 18 d'agost de 2009     | Bergisch Gladbach    | Bickel, W.             |
| 448389 | 2009 QX14              | 16 d'agost de 2009     | Kitt Peak            | Spacewatch             |
| 448390 | 2009 QJ16              | 16 d'agost de 2009     | Kitt Peak            | Spacewatch             |
| 448391 | 2009 QM17              | 17 d'agost de 2009     | Kitt Peak            | Spacewatch             |
| 448392 | 2009 QK19              | 18 d'agost de 2009     | Kitt Peak            | Spacewatch             |
| 448393 | 2009 QM28              | 14 de juliol de 2009   | Kitt Peak            | Spacewatch             |
| 448394 | 2009 QP37              | 15 d'agost de 2009     | Kitt Peak            | Spacewatch             |
| 448395 | 2009 QM45              | 28 d'agost de 2009     | La Sagra             | OAM                    |
| 448396 | 2009 QN45              | 28 d'agost de 2009     | La Sagra             | OAM                    |
| 448397 | 2009 QV60              | 30 de gener de 2008    | Mount Lemmon         | Mt. Lemmon Survey      |
| 448398 | 2009 RD3               | 10 de setembre de 2009 | La Sagra             | OAM                    |
| 448399 | 2009 RF10              | 12 de setembre de 2009 | Kitt Peak            | Spacewatch             |
| 448400 | 2009 RL11              | 12 de setembre de 2009 | Kitt Peak            | Spacewatch             |

## 448401–448500
| Nom    | Designació provisional | Data de descobriment   | Lloc de descobriment | Descobridor/s        |
| ------ | ---------------------- | ---------------------- | -------------------- | -------------------- |
| 448401 | 2009 RV17              | 12 de setembre de 2009 | Kitt Peak            | Spacewatch           |
| 448402 | 2009 RD61              | 30 de maig de 2009     | Mount Lemmon         | Mt. Lemmon Survey    |
| 448403 | 2009 RQ65              | 15 de setembre de 2009 | Siding Spring        | Siding Spring Survey |
| 448404 | 2009 RY67              | 15 de setembre de 2009 | Kitt Peak            | Spacewatch           |
| 448405 | 2009 RV74              | 15 de setembre de 2009 | Kitt Peak            | Spacewatch           |
| 448406 | 2009 SZ3               | 16 de setembre de 2009 | Kitt Peak            | Spacewatch           |
| 448407 | 2009 SS10              | 17 d'agost de 2009     | Catalina             | CSS                  |
| 448408 | 2009 SJ16              | 29 d'agost de 2009     | Catalina             | CSS                  |
| 448409 | 2009 SB26              | 13 de març de 2007     | Kitt Peak            | Spacewatch           |
| 448410 | 2009 SL66              | 17 de setembre de 2009 | Kitt Peak            | Spacewatch           |
| 448411 | 2009 SR91              | 27 d'agost de 2009     | Kitt Peak            | Spacewatch           |
| 448412 | 2009 SS109             | 17 de setembre de 2009 | Kitt Peak            | Spacewatch           |
| 448413 | 2009 SE138             | 18 de setembre de 2009 | Kitt Peak            | Spacewatch           |
| 448414 | 2009 SE139             | 13 de març de 2007     | Mount Lemmon         | Mt. Lemmon Survey    |
| 448415 | 2009 SQ139             | 19 de setembre de 2009 | Kitt Peak            | Spacewatch           |
| 448416 | 2009 SK152             | 17 d'agost de 2009     | Catalina             | CSS                  |
| 448417 | 2009 SQ157             | 20 de setembre de 2009 | Kitt Peak            | Spacewatch           |
| 448418 | 2009 SA168             | 29 d'agost de 2009     | Kitt Peak            | Spacewatch           |
| 448419 | 2009 SP207             | 10 de desembre de 2004 | Socorro              | LINEAR               |
| 448420 | 2009 SZ220             | 25 de setembre de 2009 | La Sagra             | OAM                  |
| 448421 | 2009 SD255             | 6 d'abril de 2008      | Kitt Peak            | Spacewatch           |
| 448422 | 2009 SJ255             | 16 de setembre de 2009 | Siding Spring        | Siding Spring Survey |
| 448423 | 2009 SG270             | 24 de setembre de 2009 | Kitt Peak            | Spacewatch           |
| 448424 | 2009 SY273             | 25 de setembre de 2009 | Kitt Peak            | Spacewatch           |
| 448425 | 2009 SV279             | 17 de setembre de 2009 | Kitt Peak            | Spacewatch           |
| 448426 | 2009 SY346             | 25 de setembre de 2009 | Kitt Peak            | Spacewatch           |
| 448427 | 2009 UZ51              | 22 d'octubre de 2009   | Mount Lemmon         | Mt. Lemmon Survey    |
| 448428 | 2009 UF82              | 22 d'octubre de 2009   | Catalina             | CSS                  |
| 448429 | 2009 UK105             | 25 d'octubre de 2009   | Kitt Peak            | Spacewatch           |
| 448430 | 2009 UB116             | 21 d'octubre de 2009   | Mount Lemmon         | Mt. Lemmon Survey    |
| 448431 | 2009 VV48              | 10 de novembre de 2009 | Catalina             | CSS                  |
| 448432 | 2009 VJ115             | 11 de novembre de 2009 | Socorro              | LINEAR               |
| 448433 | 2009 WM46              | 11 d'octubre de 2009   | Mount Lemmon         | Mt. Lemmon Survey    |
| 448434 | 2009 WA72              | 25 d'octubre de 2009   | Kitt Peak            | Spacewatch           |
| 448435 | 2009 WM76              | 10 de novembre de 2009 | Kitt Peak            | Spacewatch           |
| 448436 | 2009 WX85              | 19 de novembre de 2009 | Kitt Peak            | Spacewatch           |
| 448437 | 2009 WS86              | 19 de novembre de 2009 | Kitt Peak            | Spacewatch           |
| 448438 | 2009 WL113             | 20 de setembre de 2009 | Kitt Peak            | Spacewatch           |
| 448439 | 2009 WE177             | 11 de novembre de 2009 | Kitt Peak            | Spacewatch           |
| 448440 | 2009 WU235             | 23 d'octubre de 2009   | Kitt Peak            | Spacewatch           |
| 448441 | 2009 WP245             | 21 de novembre de 2009 | Mount Lemmon         | Mt. Lemmon Survey    |
| 448442 | 2009 WF254             | 17 de novembre de 2009 | Mount Lemmon         | Mt. Lemmon Survey    |
| 448443 | 2009 YL24              | 17 de desembre de 2009 | Mount Lemmon         | Mt. Lemmon Survey    |
| 448444 | 2010 AP96              | 30 de setembre de 2009 | Mount Lemmon         | Mt. Lemmon Survey    |
| 448445 | 2010 BU74              | 4 de desembre de 2008  | Kitt Peak            | Spacewatch           |
| 448446 | 2010 CL183             | 15 de febrer de 2010   | Haleakala            | Pan-STARRS 1         |
| 448447 | 2010 DA45              | 11 de setembre de 2004 | Kitt Peak            | Spacewatch           |
| 448448 | 2010 DU57              | 24 de febrer de 2010   | WISE                 | WISE                 |
| 448449 | 2010 DX75              | 6 de setembre de 2008  | Kitt Peak            | Spacewatch           |
| 448450 | 2010 DB77              | 17 de febrer de 2010   | Catalina             | CSS                  |
| 448451 | 2010 DX77              | 16 de febrer de 2010   | Mount Lemmon         | Mt. Lemmon Survey    |
| 448452 | 2010 EX29              | 5 de març de 2010      | Catalina             | CSS                  |
| 448453 | 2010 ES44              | 13 de març de 2010     | Dauban               | Kugel, F.            |
| 448454 | 2010 EW70              | 12 de març de 2010     | Kitt Peak            | Spacewatch           |
| 448455 | 2010 EG71              | 4 de març de 2010      | Kitt Peak            | Spacewatch           |
| 448456 | 2010 ET79              | 23 de setembre de 2008 | Mount Lemmon         | Mt. Lemmon Survey    |
| 448457 | 2010 EZ84              | 13 de març de 2010     | Kitt Peak            | Spacewatch           |
| 448458 | 2010 EC87              | 13 de març de 2010     | Kitt Peak            | Spacewatch           |
| 448459 | 2010 EY107             | 12 de març de 2010     | Mount Lemmon         | Mt. Lemmon Survey    |
| 448460 | 2010 EO109             | 4 de març de 2010      | Kitt Peak            | Spacewatch           |
| 448461 | 2010 ER110             | 12 de març de 2010     | Kitt Peak            | Spacewatch           |
| 448462 | 2010 EH129             | 12 de març de 2010     | Kitt Peak            | Spacewatch           |
| 448463 | 2010 EB130             | 13 de març de 2010     | Kitt Peak            | Spacewatch           |
| 448464 | 2010 EK137             | 15 de març de 2010     | Mount Lemmon         | Mt. Lemmon Survey    |
| 448465 | 2010 ES143             | 13 de març de 2010     | Mount Lemmon         | Mt. Lemmon Survey    |
| 448466 | 2010 FJ20              | 21 de maig de 2006     | Kitt Peak            | Spacewatch           |
| 448467 | 2010 FQ29              | 16 de març de 2010     | Kitt Peak            | Spacewatch           |
| 448468 | 2010 FR29              | 16 de març de 2010     | Kitt Peak            | Spacewatch           |
| 448469 | 2010 FH47              | 18 de febrer de 2010   | Mount Lemmon         | Mt. Lemmon Survey    |
| 448470 | 2010 GP25              | 19 de setembre de 2007 | Kitt Peak            | Spacewatch           |
| 448471 | 2010 GA28              | 6 d'abril de 2010      | Kitt Peak            | Spacewatch           |
| 448472 | 2010 GP29              | 8 d'abril de 2010      | Mount Lemmon         | Mt. Lemmon Survey    |
| 448473 | 2010 GO30              | 4 d'abril de 2010      | Kitt Peak            | Spacewatch           |
| 448474 | 2010 GV65              | 22 de gener de 2006    | Catalina             | CSS                  |
| 448475 | 2010 GZ97              | 18 de març de 2010     | Kitt Peak            | Spacewatch           |
| 448476 | 2010 GJ103             | 6 d'abril de 2010      | Kitt Peak            | Spacewatch           |
| 448477 | 2010 GG107             | 8 d'abril de 2010      | Kitt Peak            | Spacewatch           |
| 448478 | 2010 GM112             | 10 d'abril de 2010     | Kitt Peak            | Spacewatch           |
| 448479 | 2010 GU119             | 11 d'abril de 2010     | Mount Lemmon         | Mt. Lemmon Survey    |
| 448480 | 2010 GZ141             | 12 de març de 2010     | Kitt Peak            | Spacewatch           |
| 448481 | 2010 GM145             | 10 de setembre de 2007 | Mount Lemmon         | Mt. Lemmon Survey    |
| 448482 | 2010 HJ55              | 25 d'abril de 2010     | WISE                 | WISE                 |
| 448483 | 2010 JP45              | 7 de maig de 2010      | Kitt Peak            | Spacewatch           |
| 448484 | 2010 JQ68              | 9 de maig de 2010      | WISE                 | WISE                 |
| 448485 | 2010 JR73              | 16 de novembre de 2003 | Kitt Peak            | Spacewatch           |
| 448486 | 2010 JU73              | 8 de maig de 2010      | Mount Lemmon         | Mt. Lemmon Survey    |
| 448487 | 2010 JN75              | 4 de maig de 2010      | Kitt Peak            | Spacewatch           |
| 448488 | 2010 JG78              | 7 de novembre de 2007  | Kitt Peak            | Spacewatch           |
| 448489 | 2010 JS80              | 9 d'abril de 2010      | Mount Lemmon         | Mt. Lemmon Survey    |
| 448490 | 2010 JG120             | 4 de novembre de 2007  | Kitt Peak            | Spacewatch           |
| 448491 | 2010 JM135             | 14 de maig de 2010     | WISE                 | WISE                 |
| 448492 | 2010 JQ153             | 9 d'abril de 2010      | Kitt Peak            | Spacewatch           |
| 448493 | 2010 JV154             | 18 de novembre de 2003 | Kitt Peak            | Spacewatch           |
| 448494 | 2010 KY9               | 13 de maig de 2010     | Kitt Peak            | Spacewatch           |
| 448495 | 2010 KD49              | 22 de maig de 2010     | WISE                 | WISE                 |
| 448496 | 2010 KX119             | 31 de maig de 2010     | WISE                 | WISE                 |
| 448497 | 2010 KR128             | 19 de maig de 2010     | Catalina             | CSS                  |
| 448498 | 2010 LK31              | 6 de juny de 2010      | WISE                 | WISE                 |
| 448499 | 2010 LE35              | 11 de maig de 2010     | Mount Lemmon         | Mt. Lemmon Survey    |
| 448500 | 2010 LM77              | 10 de juny de 2010     | WISE                 | WISE                 |

## 448501–448600
| Nom    | Designació provisional | Data de descobriment   | Lloc de descobriment | Descobridor/s        |
| ------ | ---------------------- | ---------------------- | -------------------- | -------------------- |
| 448501 | 2010 LO82              | 11 de juny de 2010     | WISE                 | WISE                 |
| 448502 | 2010 LZ112             | 23 de febrer de 2010   | WISE                 | WISE                 |
| 448503 | 2010 LW116             | 14 de juny de 2010     | WISE                 | WISE                 |
| 448504 | 2010 LE119             | 14 de juny de 2010     | WISE                 | WISE                 |
| 448505 | 2010 MJ4               | 20 de juny de 2010     | Mount Lemmon         | Mt. Lemmon Survey    |
| 448506 | 2010 MZ45              | 23 de juny de 2010     | WISE                 | WISE                 |
| 448507 | 2010 MY82              | 27 de juny de 2010     | WISE                 | WISE                 |
| 448508 | 2010 MX84              | 27 de juny de 2010     | WISE                 | WISE                 |
| 448509 | 2010 ME100             | 29 de juny de 2010     | WISE                 | WISE                 |
| 448510 | 2010 MF102             | 29 de juny de 2010     | WISE                 | WISE                 |
| 448511 | 2010 NU13              | 2 de juliol de 2010    | WISE                 | WISE                 |
| 448512 | 2010 NT16              | 7 d'octubre de 2005    | Kitt Peak            | Spacewatch           |
| 448513 | 2010 NU45              | 9 de juliol de 2010    | WISE                 | WISE                 |
| 448514 | 2010 NV46              | 9 de juliol de 2010    | WISE                 | WISE                 |
| 448515 | 2010 NH56              | 10 de juliol de 2010   | WISE                 | WISE                 |
| 448516 | 2010 OG3               | 16 de juliol de 2010   | WISE                 | WISE                 |
| 448517 | 2010 OP10              | 17 de juliol de 2010   | WISE                 | WISE                 |
| 448518 | 2010 OV15              | 17 de juliol de 2010   | WISE                 | WISE                 |
| 448519 | 2010 ON23              | 18 de juliol de 2010   | WISE                 | WISE                 |
| 448520 | 2010 OA43              | 21 de juliol de 2010   | WISE                 | WISE                 |
| 448521 | 2010 OL49              | 22 de juliol de 2010   | WISE                 | WISE                 |
| 448522 | 2010 OU50              | 4 d'abril de 2008      | Mount Lemmon         | Mt. Lemmon Survey    |
| 448523 | 2010 OM59              | 23 de juliol de 2010   | WISE                 | WISE                 |
| 448524 | 2010 OO73              | 25 de juliol de 2010   | WISE                 | WISE                 |
| 448525 | 2010 OM89              | 27 de juliol de 2010   | WISE                 | WISE                 |
| 448526 | 2010 OJ93              | 10 d'octubre de 2005   | Kitt Peak            | Spacewatch           |
| 448527 | 2010 OO99              | 8 d'octubre de 2004    | Kitt Peak            | Spacewatch           |
| 448528 | 2010 OO110             | 18 de novembre de 2006 | Mount Lemmon         | Mt. Lemmon Survey    |
| 448529 | 2010 OO111             | 30 de juliol de 2010   | WISE                 | WISE                 |
| 448530 | 2010 PK2               | 2 d'agost de 2010      | Socorro              | LINEAR               |
| 448531 | 2010 PL10              | 4 d'agost de 2010      | Socorro              | LINEAR               |
| 448532 | 2010 PT10              | 4 d'agost de 2010      | Socorro              | LINEAR               |
| 448533 | 2010 PD33              | 3 de gener de 2009     | Kitt Peak            | Spacewatch           |
| 448534 | 2010 PP33              | 21 de desembre de 2006 | Mount Lemmon         | Mt. Lemmon Survey    |
| 448535 | 2010 PY36              | 6 d'agost de 2010      | WISE                 | WISE                 |
| 448536 | 2010 PP51              | 8 d'agost de 2010      | WISE                 | WISE                 |
| 448537 | 2010 PV60              | 10 d'agost de 2010     | Kitt Peak            | Spacewatch           |
| 448538 | 2010 PO68              | 9 d'agost de 2010      | WISE                 | WISE                 |
| 448539 | 2010 PW70              | 10 d'agost de 2010     | WISE                 | WISE                 |
| 448540 | 2010 PZ79              | 8 de juny de 2005      | Kitt Peak            | Spacewatch           |
| 448541 | 2010 RL10              | 27 de març de 2008     | Mount Lemmon         | Mt. Lemmon Survey    |
| 448542 | 2010 RN11              | 13 d'abril de 2004     | Kitt Peak            | Spacewatch           |
| 448543 | 2010 RM12              | 21 de febrer de 2007   | Mount Lemmon         | Mt. Lemmon Survey    |
| 448544 | 2010 RQ13              | 1 de setembre de 2010  | Mount Lemmon         | Mt. Lemmon Survey    |
| 448545 | 2010 RV36              | 2 de setembre de 2010  | Socorro              | LINEAR               |
| 448546 | 2010 RH57              | 25 de novembre de 2006 | Kitt Peak            | Spacewatch           |
| 448547 | 2010 RF61              | 8 de febrer de 2008    | Mount Lemmon         | Mt. Lemmon Survey    |
| 448548 | 2010 RJ61              | 6 de setembre de 2010  | Kitt Peak            | Spacewatch           |
| 448549 | 2010 RU67              | 5 de setembre de 2010  | Mount Lemmon         | Mt. Lemmon Survey    |
| 448550 | 2010 RQ73              | 20 de setembre de 2001 | Kitt Peak            | Spacewatch           |
| 448551 | 2010 RT83              | 10 de febrer de 2008   | Mount Lemmon         | Mt. Lemmon Survey    |
| 448552 | 2010 RZ91              | 11 de juliol de 2005   | Kitt Peak            | Spacewatch           |
| 448553 | 2010 RJ100             | 22 de febrer de 2007   | Kitt Peak            | Spacewatch           |
| 448554 | 2010 RM102             | 10 de setembre de 2010 | Kitt Peak            | Spacewatch           |
| 448555 | 2010 RY105             | 10 de setembre de 2010 | Kitt Peak            | Spacewatch           |
| 448556 | 2010 RQ108             | 10 de setembre de 2010 | Mount Lemmon         | Mt. Lemmon Survey    |
| 448557 | 2010 RT108             | 11 de setembre de 2010 | Kitt Peak            | Spacewatch           |
| 448558 | 2010 RD118             | 11 de setembre de 2010 | Kitt Peak            | Spacewatch           |
| 448559 | 2010 RD124             | 11 de setembre de 2010 | Mount Lemmon         | Mt. Lemmon Survey    |
| 448560 | 2010 RZ124             | 9 de desembre de 2006  | Kitt Peak            | Spacewatch           |
| 448561 | 2010 RN128             | 14 de setembre de 2010 | Kitt Peak            | Spacewatch           |
| 448562 | 2010 RZ143             | 26 de setembre de 1998 | Socorro              | LINEAR               |
| 448563 | 2010 RO150             | 15 de setembre de 2010 | Kitt Peak            | Spacewatch           |
| 448564 | 2010 RC151             | 15 de setembre de 2010 | Kitt Peak            | Spacewatch           |
| 448565 | 2010 RY151             | 15 de setembre de 2010 | Kitt Peak            | Spacewatch           |
| 448566 | 2010 RP152             | 3 d'abril de 2008      | Mount Lemmon         | Mt. Lemmon Survey    |
| 448567 | 2010 RB174             | 9 d'octubre de 2005    | Kitt Peak            | Spacewatch           |
| 448568 | 2010 SL2               | 16 de setembre de 2010 | Mount Lemmon         | Mt. Lemmon Survey    |
| 448569 | 2010 SR5               | 16 de setembre de 2010 | Kitt Peak            | Spacewatch           |
| 448570 | 2010 SL7               | 3 de febrer de 2008    | Kitt Peak            | Spacewatch           |
| 448571 | 2010 SZ14              | 12 de setembre de 2005 | Kitt Peak            | Spacewatch           |
| 448572 | 2010 SB18              | 9 d'octubre de 1994    | Kitt Peak            | Spacewatch           |
| 448573 | 2010 SJ24              | 27 de març de 2008     | Mount Lemmon         | Mt. Lemmon Survey    |
| 448574 | 2010 ST40              | 28 d'agost de 2005     | Kitt Peak            | Spacewatch           |
| 448575 | 2010 TA9               | 13 de setembre de 2005 | Kitt Peak            | Spacewatch           |
| 448576 | 2010 TH12              | 19 de setembre de 2010 | Kitt Peak            | Spacewatch           |
| 448577 | 2010 TG17              | 3 d'octubre de 2010    | Kitt Peak            | Spacewatch           |
| 448578 | 2010 TC18              | 15 de setembre de 2010 | Mount Lemmon         | Mt. Lemmon Survey    |
| 448579 | 2010 TD18              | 13 de setembre de 2005 | Kitt Peak            | Spacewatch           |
| 448580 | 2010 TV19              | 29 de març de 2008     | Mount Lemmon         | Mt. Lemmon Survey    |
| 448581 | 2010 TE22              | 30 d'agost de 2005     | Kitt Peak            | Spacewatch           |
| 448582 | 2010 TG28              | 2 de setembre de 2010  | Mount Lemmon         | Mt. Lemmon Survey    |
| 448583 | 2010 TQ38              | 14 de juny de 2010     | WISE                 | WISE                 |
| 448584 | 2010 TE44              | 9 de setembre de 2010  | Kitt Peak            | Spacewatch           |
| 448585 | 2010 TU44              | 3 d'octubre de 2010    | Kitt Peak            | Spacewatch           |
| 448586 | 2010 TC53              | 5 d'octubre de 2005    | Mount Lemmon         | Mt. Lemmon Survey    |
| 448587 | 2010 TA68              | 29 de setembre de 2005 | Mount Lemmon         | Mt. Lemmon Survey    |
| 448588 | 2010 TR71              | 2 de maig de 2008      | Kitt Peak            | Spacewatch           |
| 448589 | 2010 TK77              | 17 de setembre de 2010 | Kitt Peak            | Spacewatch           |
| 448590 | 2010 TH82              | 1 d'octubre de 2010    | Mount Lemmon         | Mt. Lemmon Survey    |
| 448591 | 2010 TC90              | 31 de març de 2008     | Mount Lemmon         | Mt. Lemmon Survey    |
| 448592 | 2010 TA95              | 1 de setembre de 2005  | Kitt Peak            | Spacewatch           |
| 448593 | 2010 TU96              | 28 de febrer de 2008   | Mount Lemmon         | Mt. Lemmon Survey    |
| 448594 | 2010 TH99              | 11 de setembre de 2010 | Kitt Peak            | Spacewatch           |
| 448595 | 2010 TR101             | 9 d'octubre de 2005    | Kitt Peak            | Spacewatch           |
| 448596 | 2010 TW114             | 21 d'agost de 2004     | Siding Spring        | Siding Spring Survey |
| 448597 | 2010 TU124             | 25 de setembre de 2005 | Kitt Peak            | Spacewatch           |
| 448598 | 2010 TT143             | 11 d'octubre de 2010   | Mount Lemmon         | Mt. Lemmon Survey    |
| 448599 | 2010 TZ145             | 15 de març de 2008     | Kitt Peak            | Spacewatch           |
| 448600 | 2010 TH146             | 16 de setembre de 2010 | Mount Lemmon         | Mt. Lemmon Survey    |

## 448601–448700
| Nom    | Designació provisional | Data de descobriment   | Lloc de descobriment | Descobridor/s     |
| ------ | ---------------------- | ---------------------- | -------------------- | ----------------- |
| 448601 | 2010 TM156             | 10 de setembre de 2010 | Mount Lemmon         | Mt. Lemmon Survey |
| 448602 | 2010 TQ168             | 14 de març de 2004     | Kitt Peak            | Spacewatch        |
| 448603 | 2010 TN180             | 3 d'octubre de 2010    | Kitt Peak            | Spacewatch        |
| 448604 | 2010 UX9               | 24 d'octubre de 2005   | Kitt Peak            | Spacewatch        |
| 448605 | 2010 UK14              | 27 d'octubre de 2005   | Mount Lemmon         | Mt. Lemmon Survey |
| 448606 | 2010 UG25              | 24 d'abril de 2003     | Kitt Peak            | Spacewatch        |
| 448607 | 2010 UA31              | 1 de desembre de 2005  | Mount Lemmon         | Mt. Lemmon Survey |
| 448608 | 2010 UT34              | 29 d'octubre de 2005   | Catalina             | CSS               |
| 448609 | 2010 UE36              | 29 d'octubre de 2010   | Mount Lemmon         | Mt. Lemmon Survey |
| 448610 | 2010 UT36              | 27 de juliol de 2009   | Kitt Peak            | Spacewatch        |
| 448611 | 2010 UG45              | 13 d'octubre de 2010   | Mount Lemmon         | Mt. Lemmon Survey |
| 448612 | 2010 UH47              | 16 de setembre de 2010 | Mount Lemmon         | Mt. Lemmon Survey |
| 448613 | 2010 UX52              | 30 de desembre de 2005 | Kitt Peak            | Spacewatch        |
| 448614 | 2010 UL53              | 12 d'agost de 2010     | Kitt Peak            | Spacewatch        |
| 448615 | 2010 UK57              | 20 de març de 2007     | Mount Lemmon         | Mt. Lemmon Survey |
| 448616 | 2010 UW58              | 29 d'octubre de 2010   | Kitt Peak            | Spacewatch        |
| 448617 | 2010 UB63              | 30 d'octubre de 2010   | Catalina             | CSS               |
| 448618 | 2010 UN67              | 14 d'octubre de 2010   | Mount Lemmon         | Mt. Lemmon Survey |
| 448619 | 2010 UL70              | 12 d'octubre de 1999   | Socorro              | LINEAR            |
| 448620 | 2010 UF71              | 29 d'octubre de 2010   | Kitt Peak            | Spacewatch        |
| 448621 | 2010 UN75              | 11 de setembre de 2010 | Mount Lemmon         | Mt. Lemmon Survey |
| 448622 | 2010 UE78              | 3 de desembre de 2005  | Kitt Peak            | Spacewatch        |
| 448623 | 2010 UJ88              | 9 d'octubre de 2004    | Socorro              | LINEAR            |
| 448624 | 2010 UY89              | 18 de setembre de 2010 | Mount Lemmon         | Mt. Lemmon Survey |
| 448625 | 2010 UE91              | 17 d'octubre de 2010   | Mount Lemmon         | Mt. Lemmon Survey |
| 448626 | 2010 UZ94              | 30 d'octubre de 2005   | Mount Lemmon         | Mt. Lemmon Survey |
| 448627 | 2010 UP101             | 15 d'abril de 2008     | Mount Lemmon         | Mt. Lemmon Survey |
| 448628 | 2010 VF1               | 2 de novembre de 2010  | Haleakala            | Pan-STARRS 1      |
| 448629 | 2010 VH16              | 12 d'octubre de 2010   | Mount Lemmon         | Mt. Lemmon Survey |
| 448630 | 2010 VB19              | 4 de desembre de 2005  | Catalina             | CSS               |
| 448631 | 2010 VR22              | 1 de novembre de 2010  | Kitt Peak            | Spacewatch        |
| 448632 | 2010 VR28              | 9 d'agost de 2010      | WISE                 | WISE              |
| 448633 | 2010 VT37              | 29 de novembre de 2005 | Kitt Peak            | Spacewatch        |
| 448634 | 2010 VF46              | 13 d'octubre de 2010   | Mount Lemmon         | Mt. Lemmon Survey |
| 448635 | 2010 VP52              | 26 d'octubre de 1994   | Kitt Peak            | Spacewatch        |
| 448636 | 2010 VD57              | 29 d'octubre de 2005   | Mount Lemmon         | Mt. Lemmon Survey |
| 448637 | 2010 VG65              | 13 d'octubre de 2010   | Mount Lemmon         | Mt. Lemmon Survey |
| 448638 | 2010 VG70              | 29 d'octubre de 2010   | Mount Lemmon         | Mt. Lemmon Survey |
| 448639 | 2010 VZ74              | 9 d'octubre de 2010    | Mount Lemmon         | Mt. Lemmon Survey |
| 448640 | 2010 VW82              | 19 de març de 2007     | Mount Lemmon         | Mt. Lemmon Survey |
| 448641 | 2010 VD83              | 29 d'octubre de 2010   | Mount Lemmon         | Mt. Lemmon Survey |
| 448642 | 2010 VK84              | 2 de maig de 2003      | Kitt Peak            | Spacewatch        |
| 448643 | 2010 VH85              | 28 de desembre de 2005 | Mount Lemmon         | Mt. Lemmon Survey |
| 448644 | 2010 VU87              | 6 de novembre de 2010  | Kitt Peak            | Spacewatch        |
| 448645 | 2010 VV95              | 29 d'octubre de 2010   | Kitt Peak            | Spacewatch        |
| 448646 | 2010 VO96              | 21 de desembre de 2005 | Kitt Peak            | Spacewatch        |
| 448647 | 2010 VP101             | 15 de setembre de 2004 | Kitt Peak            | Spacewatch        |
| 448648 | 2010 VA102             | 5 de novembre de 2010  | Kitt Peak            | Spacewatch        |
| 448649 | 2010 VK103             | 5 de novembre de 2010  | Kitt Peak            | Spacewatch        |
| 448650 | 2010 VD104             | 5 de gener de 2006     | Kitt Peak            | Spacewatch        |
| 448651 | 2010 VW106             | 21 de novembre de 2005 | Kitt Peak            | Spacewatch        |
| 448652 | 2010 VK110             | 12 d'octubre de 2010   | Mount Lemmon         | Mt. Lemmon Survey |
| 448653 | 2010 VM112             | 7 de novembre de 2010  | Kitt Peak            | Spacewatch        |
| 448654 | 2010 VG119             | 31 d'octubre de 1999   | Kitt Peak            | Spacewatch        |
| 448655 | 2010 VD130             | 14 d'octubre de 2010   | Mount Lemmon         | Mt. Lemmon Survey |
| 448656 | 2010 VX131             | 21 de novembre de 2005 | Kitt Peak            | Spacewatch        |
| 448657 | 2010 VA132             | 28 d'octubre de 1994   | Kitt Peak            | Spacewatch        |
| 448658 | 2010 VV147             | 6 de novembre de 2010  | Mount Lemmon         | Mt. Lemmon Survey |
| 448659 | 2010 VG152             | 23 de juny de 2009     | Mount Lemmon         | Mt. Lemmon Survey |
| 448660 | 2010 VM152             | 6 de novembre de 2010  | Mount Lemmon         | Mt. Lemmon Survey |
| 448661 | 2010 VL163             | 13 d'octubre de 2010   | Mount Lemmon         | Mt. Lemmon Survey |
| 448662 | 2010 VB165             | 7 de setembre de 2004  | Kitt Peak            | Spacewatch        |
| 448663 | 2010 VB170             | 10 de novembre de 2010 | Mount Lemmon         | Mt. Lemmon Survey |
| 448664 | 2010 VW177             | 11 de maig de 2002     | Socorro              | LINEAR            |
| 448665 | 2010 VO178             | 12 de setembre de 2004 | Kitt Peak            | Spacewatch        |
| 448666 | 2010 VU178             | 17 d'octubre de 1999   | Kitt Peak            | Spacewatch        |
| 448667 | 2010 VP179             | 1 de desembre de 2005  | Mount Lemmon         | Mt. Lemmon Survey |
| 448668 | 2010 VH181             | 11 de novembre de 2010 | Mount Lemmon         | Mt. Lemmon Survey |
| 448669 | 2010 VO184             | 27 d'abril de 2008     | Mount Lemmon         | Mt. Lemmon Survey |
| 448670 | 2010 VT190             | 8 de desembre de 2005  | Kitt Peak            | Spacewatch        |
| 448671 | 2010 VL192             | 11 de març de 2007     | Kitt Peak            | Spacewatch        |
| 448672 | 2010 VN193             | 3 d'octubre de 1999    | Kitt Peak            | Spacewatch        |
| 448673 | 2010 VJ197             | 21 de gener de 2010    | WISE                 | WISE              |
| 448674 | 2010 VN203             | 17 d'octubre de 2010   | Mount Lemmon         | Mt. Lemmon Survey |
| 448675 | 2010 VY204             | 3 de setembre de 2010  | Mount Lemmon         | Mt. Lemmon Survey |
| 448676 | 2010 VH208             | 27 d'octubre de 2005   | Mount Lemmon         | Mt. Lemmon Survey |
| 448677 | 2010 VR208             | 17 d'octubre de 2010   | Mount Lemmon         | Mt. Lemmon Survey |
| 448678 | 2010 VO210             | 31 d'octubre de 2010   | Mount Lemmon         | Mt. Lemmon Survey |
| 448679 | 2010 VU219             | 27 de maig de 2008     | Mount Lemmon         | Mt. Lemmon Survey |
| 448680 | 2010 WV                | 29 d'octubre de 2010   | Mount Lemmon         | Mt. Lemmon Survey |
| 448681 | 2010 WF4               | 5 de maig de 2008      | Mount Lemmon         | Mt. Lemmon Survey |
| 448682 | 2010 WV9               | 11 de setembre de 2010 | Mount Lemmon         | Mt. Lemmon Survey |
| 448683 | 2010 WB13              | 25 de desembre de 2005 | Mount Lemmon         | Mt. Lemmon Survey |
| 448684 | 2010 WY31              | 11 de novembre de 2010 | Mount Lemmon         | Mt. Lemmon Survey |
| 448685 | 2010 WH33              | 27 de novembre de 2010 | Mount Lemmon         | Mt. Lemmon Survey |
| 448686 | 2010 WP36              | 14 de novembre de 1999 | Socorro              | LINEAR            |
| 448687 | 2010 WB37              | 29 d'octubre de 2010   | Kitt Peak            | Spacewatch        |
| 448688 | 2010 WH41              | 3 de novembre de 2010  | Kitt Peak            | Spacewatch        |
| 448689 | 2010 WN47              | 27 de novembre de 2010 | Mount Lemmon         | Mt. Lemmon Survey |
| 448690 | 2010 WM58              | 12 de novembre de 1999 | Kitt Peak            | Spacewatch        |
| 448691 | 2010 WC64              | 6 de novembre de 2010  | Mount Lemmon         | Mt. Lemmon Survey |
| 448692 | 2010 WP71              | 25 de febrer de 2006   | Anderson Mesa        | LONEOS            |
| 448693 | 2010 XO2               | 12 de setembre de 2004 | Kitt Peak            | Spacewatch        |
| 448694 | 2010 XP8               | 26 de desembre de 2005 | Kitt Peak            | Spacewatch        |
| 448695 | 2010 XQ22              | 5 de novembre de 2010  | Kitt Peak            | Spacewatch        |
| 448696 | 2010 XK23              | 9 de març de 2007      | Mount Lemmon         | Mt. Lemmon Survey |
| 448697 | 2010 XV26              | 9 de novembre de 2004  | Catalina             | CSS               |
| 448698 | 2010 XX31              | 2 de desembre de 2010  | Mount Lemmon         | Mt. Lemmon Survey |
| 448699 | 2010 XP32              | 22 de desembre de 2005 | Kitt Peak            | Spacewatch        |
| 448700 | 2010 XQ33              | 31 d'octubre de 2010   | Kitt Peak            | Spacewatch        |

## 448701–448800
| Nom    | Designació provisional | Data de descobriment   | Lloc de descobriment | Descobridor/s          |
| ------ | ---------------------- | ---------------------- | -------------------- | ---------------------- |
| 448701 | 2010 XW35              | 8 de novembre de 2010  | Kitt Peak            | Spacewatch             |
| 448702 | 2010 XQ44              | 13 d'octubre de 2005   | Kitt Peak            | Spacewatch             |
| 448703 | 2010 XB47              | 27 de gener de 2006    | Mount Lemmon         | Mt. Lemmon Survey      |
| 448704 | 2010 XK50              | 5 d'octubre de 2004    | Kitt Peak            | Spacewatch             |
| 448705 | 2010 XP57              | 15 de setembre de 2009 | Mount Lemmon         | Mt. Lemmon Survey      |
| 448706 | 2010 XQ58              | 11 d'agost de 2004     | Siding Spring        | Siding Spring Survey   |
| 448707 | 2010 XV76              | 24 de febrer de 2006   | Kitt Peak            | Spacewatch             |
| 448708 | 2010 XT79              | 10 de gener de 2006    | Mount Lemmon         | Mt. Lemmon Survey      |
| 448709 | 2010 XP83              | 10 d'octubre de 2004   | Socorro              | LINEAR                 |
| 448710 | 2010 XV87              | 3 de maig de 2008      | Mount Lemmon         | Mt. Lemmon Survey      |
| 448711 | 2010 YT3               | 8 de novembre de 2010  | Mount Lemmon         | Mt. Lemmon Survey      |
| 448712 | 2011 AU10              | 10 de desembre de 2010 | Mount Lemmon         | Mt. Lemmon Survey      |
| 448713 | 2011 AJ23              | 10 de desembre de 2010 | Mount Lemmon         | Mt. Lemmon Survey      |
| 448714 | 2011 AY24              | 3 de juliol de 2003    | Kitt Peak            | Spacewatch             |
| 448715 | 2011 AR38              | 13 de desembre de 2010 | Catalina             | CSS                    |
| 448716 | 2011 AN65              | 12 de gener de 2010    | WISE                 | WISE                   |
| 448717 | 2011 AU70              | 14 de gener de 2011    | Mount Lemmon         | Mt. Lemmon Survey      |
| 448718 | 2011 AL72              | 18 de gener de 2010    | WISE                 | WISE                   |
| 448719 | 2011 AA76              | 11 de desembre de 2004 | Kitt Peak            | Spacewatch             |
| 448720 | 2011 BE19              | 14 de desembre de 2010 | Catalina             | CSS                    |
| 448721 | 2011 BN24              | 28 de gener de 2011    | Mount Lemmon         | Mt. Lemmon Survey      |
| 448722 | 2011 BZ26              | 19 de setembre de 2009 | Catalina             | CSS                    |
| 448723 | 2011 BX30              | 17 de gener de 2010    | WISE                 | WISE                   |
| 448724 | 2011 BB45              | 30 de gener de 2011    | Haleakala            | Pan-STARRS 1           |
| 448725 | 2011 BS50              | 14 de gener de 2010    | WISE                 | WISE                   |
| 448726 | 2011 BW55              | 2 de gener de 2011     | Catalina             | CSS                    |
| 448727 | 2011 BT80              | 5 de desembre de 2010  | Mount Lemmon         | Mt. Lemmon Survey      |
| 448728 | 2011 BC107             | 27 de febrer de 2006   | Mount Lemmon         | Mt. Lemmon Survey      |
| 448729 | 2011 BU117             | 3 de novembre de 2010  | Mount Lemmon         | Mt. Lemmon Survey      |
| 448730 | 2011 BN153             | 19 d'octubre de 2010   | Mount Lemmon         | Mt. Lemmon Survey      |
| 448731 | 2011 DQ24              | 13 de setembre de 2004 | Socorro              | LINEAR                 |
| 448732 | 2011 EJ18              | 2 de febrer de 2000    | Socorro              | LINEAR                 |
| 448733 | 2011 EN37              | 16 de febrer de 2004   | Kitt Peak            | Spacewatch             |
| 448734 | 2011 EJ45              | 29 d'abril de 2008     | Mount Lemmon         | Mt. Lemmon Survey      |
| 448735 | 2011 EK82              | 3 d'octubre de 2003    | Kitt Peak            | Spacewatch             |
| 448736 | 2011 FY13              | 29 de setembre de 2005 | Kitt Peak            | Spacewatch             |
| 448737 | 2011 HS11              | 13 d'abril de 2011     | Mount Lemmon         | Mt. Lemmon Survey      |
| 448738 | 2011 HD23              | 16 de desembre de 2006 | Kitt Peak            | Spacewatch             |
| 448739 | 2011 HD30              | 3 d'octubre de 2005    | Kitt Peak            | Spacewatch             |
| 448740 | 2011 HX83              | 1 d'abril de 2011      | Kitt Peak            | Spacewatch             |
| 448741 | 2011 HT84              | 30 d'abril de 2011     | Mount Lemmon         | Mt. Lemmon Survey      |
| 448742 | 2011 JP2               | 19 d'octubre de 2003   | Kitt Peak            | Spacewatch             |
| 448743 | 2011 JK4               | 30 de juliol de 2008   | Kitt Peak            | Spacewatch             |
| 448744 | 2011 JG16              | 29 de març de 2011     | Kitt Peak            | Spacewatch             |
| 448745 | 2011 JF26              | 13 d'abril de 2011     | Mount Lemmon         | Mt. Lemmon Survey      |
| 448746 | 2011 ON10              | 4 de novembre de 2004  | Kitt Peak            | Spacewatch             |
| 448747 | 2011 OV19              | 4 d'octubre de 2004    | Kitt Peak            | Spacewatch             |
| 448748 | 2011 OC24              | 18 d'abril de 2007     | Kitt Peak            | Spacewatch             |
| 448749 | 2011 OV30              | 16 de març de 2007     | Kitt Peak            | Spacewatch             |
| 448750 | 2011 OO31              | 14 d'abril de 2007     | Mount Lemmon         | Mt. Lemmon Survey      |
| 448751 | 2011 PB10              | 23 d'abril de 2007     | Mount Lemmon         | Mt. Lemmon Survey      |
| 448752 | 2011 PV10              | 19 de novembre de 2008 | Kitt Peak            | Spacewatch             |
| 448753 | 2011 QE7               | 22 de desembre de 2008 | Mount Lemmon         | Mt. Lemmon Survey      |
| 448754 | 2011 QR10              | 5 de març de 2006      | Kitt Peak            | Spacewatch             |
| 448755 | 2011 QE11              | 27 de gener de 2006    | Mount Lemmon         | Mt. Lemmon Survey      |
| 448756 | 2011 QA12              | 14 de juny de 2007     | Kitt Peak            | Spacewatch             |
| 448757 | 2011 QV12              | 5 de juny de 2011      | Mount Lemmon         | Mt. Lemmon Survey      |
| 448758 | 2011 QG15              | 9 de setembre de 2007  | Kitt Peak            | Spacewatch             |
| 448759 | 2011 QN24              | 3 de gener de 2009     | Kitt Peak            | Spacewatch             |
| 448760 | 2011 QD66              | 25 d'abril de 2007     | Kitt Peak            | Spacewatch             |
| 448761 | 2011 QO74              | 21 de juny de 2007     | Mount Lemmon         | Mt. Lemmon Survey      |
| 448762 | 2011 QJ85              | 15 de setembre de 2007 | Kitt Peak            | Spacewatch             |
| 448763 | 2011 QL91              | 1 d'octubre de 2000    | Socorro              | LINEAR                 |
| 448764 | 2011 QP97              | 13 de maig de 2010     | WISE                 | WISE                   |
| 448765 | 2011 RQ3               | 20 de novembre de 2008 | Kitt Peak            | Spacewatch             |
| 448766 | 2011 RG8               | 12 de desembre de 2004 | Kitt Peak            | Spacewatch             |
| 448767 | 2011 RV13              | 10 de setembre de 2007 | Mount Lemmon         | Mt. Lemmon Survey      |
| 448768 | 2011 SR33              | 16 d'agost de 2007     | XuYi                 | PMO NEO Survey Program |
| 448769 | 2011 SH53              | 8 de setembre de 2011  | Kitt Peak            | Spacewatch             |
| 448770 | 2011 SZ68              | 16 de març de 2010     | Kitt Peak            | Spacewatch             |
| 448771 | 2011 SR77              | 13 de setembre de 2007 | Kitt Peak            | Spacewatch             |
| 448772 | 2011 SL78              | 26 de febrer de 2009   | Catalina             | CSS                    |
| 448773 | 2011 SH84              | 9 d'octubre de 2007    | Kitt Peak            | Spacewatch             |
| 448774 | 2011 SW85              | 14 d'octubre de 2007   | Mount Lemmon         | Mt. Lemmon Survey      |
| 448775 | 2011 SE91              | 22 de setembre de 2011 | Kitt Peak            | Spacewatch             |
| 448776 | 2011 SW92              | 9 de maig de 2010      | Mount Lemmon         | Mt. Lemmon Survey      |
| 448777 | 2011 SW112             | 21 de desembre de 2000 | Kitt Peak            | Spacewatch             |
| 448778 | 2011 SK114             | 20 de setembre de 2011 | Catalina             | CSS                    |
| 448779 | 2011 SP114             | 13 de desembre de 2007 | Socorro              | LINEAR                 |
| 448780 | 2011 SG118             | 26 de febrer de 2010   | WISE                 | WISE                   |
| 448781 | 2011 SP130             | 25 de juliol de 2010   | WISE                 | WISE                   |
| 448782 | 2011 ST131             | 23 de setembre de 2011 | Kitt Peak            | Spacewatch             |
| 448783 | 2011 SQ141             | 26 de febrer de 2009   | Mount Lemmon         | Mt. Lemmon Survey      |
| 448784 | 2011 SW143             | 11 d'abril de 2010     | Mount Lemmon         | Mt. Lemmon Survey      |
| 448785 | 2011 SN149             | 3 de setembre de 2007  | Catalina             | CSS                    |
| 448786 | 2011 SG162             | 23 de setembre de 2011 | Kitt Peak            | Spacewatch             |
| 448787 | 2011 SK162             | 20 d'octubre de 2007   | Mount Lemmon         | Mt. Lemmon Survey      |
| 448788 | 2011 SJ165             | 8 de novembre de 2007  | Mount Lemmon         | Mt. Lemmon Survey      |
| 448789 | 2011 SV168             | 21 de setembre de 2011 | Kitt Peak            | Spacewatch             |
| 448790 | 2011 SX168             | 28 de setembre de 2011 | Mount Lemmon         | Mt. Lemmon Survey      |
| 448791 | 2011 SW182             | 26 de setembre de 2011 | Kitt Peak            | Spacewatch             |
| 448792 | 2011 SW187             | 22 de setembre de 2011 | Kitt Peak            | Spacewatch             |
| 448793 | 2011 SL212             | 24 de març de 2006     | Mount Lemmon         | Mt. Lemmon Survey      |
| 448794 | 2011 SM215             | 28 d'octubre de 1994   | Kitt Peak            | Spacewatch             |
| 448795 | 2011 SM227             | 21 d'octubre de 2007   | Mount Lemmon         | Mt. Lemmon Survey      |
| 448796 | 2011 SM235             | 16 de desembre de 2007 | Mount Lemmon         | Mt. Lemmon Survey      |
| 448797 | 2011 SV238             | 9 de setembre de 2011  | Kitt Peak            | Spacewatch             |
| 448798 | 2011 SF249             | 27 de setembre de 2011 | Mount Lemmon         | Mt. Lemmon Survey      |
| 448799 | 2011 SX259             | 16 d'octubre de 2007   | Kitt Peak            | Spacewatch             |
| 448800 | 2011 SA261             | 17 de desembre de 2007 | Catalina             | CSS                    |

## 448801–448900
| Nom    | Designació provisional | Data de descobriment   | Lloc de descobriment | Descobridor/s          |
| ------ | ---------------------- | ---------------------- | -------------------- | ---------------------- |
| 448801 | 2011 SW272             | 25 de maig de 2006     | Kitt Peak            | Spacewatch             |
| 448802 | 2011 SK273             | 21 de setembre de 2011 | Catalina             | CSS                    |
| 448803 | 2011 SU273             | 8 de novembre de 2007  | Kitt Peak            | Spacewatch             |
| 448804 | 2011 TF2               | 19 de juny de 2006     | Kitt Peak            | Spacewatch             |
| 448805 | 2011 TG6               | 28 d'agost de 2011     | Siding Spring        | Siding Spring Survey   |
| 448806 | 2011 TH16              | 24 d'abril de 2006     | Kitt Peak            | Spacewatch             |
| 448807 | 2011 TB17              | 12 d'agost de 2007     | XuYi                 | PMO NEO Survey Program |
| 448808 | 2011 UD7               | 18 d'octubre de 2011   | Mount Lemmon         | Mt. Lemmon Survey      |
| 448809 | 2011 UK7               | 16 d'abril de 2005     | Kitt Peak            | Spacewatch             |
| 448810 | 2011 UO7               | 14 de setembre de 2007 | Mount Lemmon         | Mt. Lemmon Survey      |
| 448811 | 2011 UT9               | 18 d'octubre de 2011   | Mount Lemmon         | Mt. Lemmon Survey      |
| 448812 | 2011 UZ9               | 4 de novembre de 2007  | Kitt Peak            | Spacewatch             |
| 448813 | 2011 UJ12              | 12 de setembre de 2007 | Mount Lemmon         | Mt. Lemmon Survey      |
| 448814 | 2011 UO16              | 21 d'octubre de 2007   | Mount Lemmon         | Mt. Lemmon Survey      |
| 448815 | 2011 UQ16              | 18 d'octubre de 2011   | Mount Lemmon         | Mt. Lemmon Survey      |
| 448816 | 2011 UT16              | 17 de novembre de 2006 | Mount Lemmon         | Mt. Lemmon Survey      |
| 448817 | 2011 UD18              | 14 de novembre de 2007 | Kitt Peak            | Spacewatch             |
| 448818 | 2011 UU20              | 19 d'octubre de 2011   | Haleakala            | Pan-STARRS 1           |
| 448819 | 2011 UK24              | 17 d'octubre de 2011   | Kitt Peak            | Spacewatch             |
| 448820 | 2011 UZ26              | 19 de novembre de 2003 | Kitt Peak            | Spacewatch             |
| 448821 | 2011 UT28              | 17 d'octubre de 2011   | Kitt Peak            | Spacewatch             |
| 448822 | 2011 UJ29              | 17 de desembre de 2007 | Mount Lemmon         | Mt. Lemmon Survey      |
| 448823 | 2011 UV30              | 14 de novembre de 2007 | Kitt Peak            | Spacewatch             |
| 448824 | 2011 UT43              | 23 de setembre de 2011 | Kitt Peak            | Spacewatch             |
| 448825 | 2011 US50              | 15 de setembre de 2007 | Mount Lemmon         | Mt. Lemmon Survey      |
| 448826 | 2011 UR54              | 19 de novembre de 2007 | Mount Lemmon         | Mt. Lemmon Survey      |
| 448827 | 2011 UE56              | 16 de desembre de 2007 | Mount Lemmon         | Mt. Lemmon Survey      |
| 448828 | 2011 UL56              | 13 de novembre de 2007 | Kitt Peak            | Spacewatch             |
| 448829 | 2011 UT59              | 19 de novembre de 2003 | Kitt Peak            | Spacewatch             |
| 448830 | 2011 UA66              | 20 d'octubre de 2011   | Mount Lemmon         | Mt. Lemmon Survey      |
| 448831 | 2011 UF72              | 3 de novembre de 2007  | Kitt Peak            | Spacewatch             |
| 448832 | 2011 UH73              | 18 d'octubre de 2011   | Mount Lemmon         | Mt. Lemmon Survey      |
| 448833 | 2011 UK73              | 18 d'octubre de 2011   | Mount Lemmon         | Mt. Lemmon Survey      |
| 448834 | 2011 UP73              | 15 de setembre de 2007 | Mount Lemmon         | Mt. Lemmon Survey      |
| 448835 | 2011 US73              | 14 de maig de 2010     | WISE                 | WISE                   |
| 448836 | 2011 UU76              | 19 d'octubre de 2011   | Kitt Peak            | Spacewatch             |
| 448837 | 2011 UA81              | 19 d'octubre de 2011   | Kitt Peak            | Spacewatch             |
| 448838 | 2011 UU81              | 27 de desembre de 2003 | Kitt Peak            | Spacewatch             |
| 448839 | 2011 UN83              | 18 d'octubre de 2011   | Mount Lemmon         | Mt. Lemmon Survey      |
| 448840 | 2011 UE86              | 19 de març de 2009     | Kitt Peak            | Spacewatch             |
| 448841 | 2011 UH90              | 21 d'abril de 2009     | Mount Lemmon         | Mt. Lemmon Survey      |
| 448842 | 2011 UH95              | 8 de gener de 2000     | Kitt Peak            | Spacewatch             |
| 448843 | 2011 UT98              | 5 de gener de 2003     | Socorro              | LINEAR                 |
| 448844 | 2011 US100             | 21 de setembre de 2011 | Kitt Peak            | Spacewatch             |
| 448845 | 2011 UV101             | 2 de novembre de 2007  | Mount Lemmon         | Mt. Lemmon Survey      |
| 448846 | 2011 UX103             | 20 d'abril de 2009     | Mount Lemmon         | Mt. Lemmon Survey      |
| 448847 | 2011 UM107             | 30 de setembre de 2011 | Kitt Peak            | Spacewatch             |
| 448848 | 2011 UF118             | 31 de gener de 2009    | Mount Lemmon         | Mt. Lemmon Survey      |
| 448849 | 2011 UC122             | 2 de novembre de 2007  | Kitt Peak            | Spacewatch             |
| 448850 | 2011 UB126             | 27 de març de 2009     | Mount Lemmon         | Mt. Lemmon Survey      |
| 448851 | 2011 US126             | 29 de desembre de 2008 | Mount Lemmon         | Mt. Lemmon Survey      |
| 448852 | 2011 UM127             | 20 d'octubre de 2011   | Kitt Peak            | Spacewatch             |
| 448853 | 2011 UO128             | 19 de novembre de 2007 | Kitt Peak            | Spacewatch             |
| 448854 | 2011 UB133             | 22 de setembre de 2011 | Mount Lemmon         | Mt. Lemmon Survey      |
| 448855 | 2011 UJ136             | 20 d'octubre de 2011   | Kitt Peak            | Spacewatch             |
| 448856 | 2011 UG137             | 27 de març de 2009     | Mount Lemmon         | Mt. Lemmon Survey      |
| 448857 | 2011 UO139             | 24 de setembre de 2011 | Mount Lemmon         | Mt. Lemmon Survey      |
| 448858 | 2011 UK144             | 1 d'octubre de 2011    | Mount Lemmon         | Mt. Lemmon Survey      |
| 448859 | 2011 UL146             | 8 de gener de 2000     | Kitt Peak            | Spacewatch             |
| 448860 | 2011 UF147             | 16 de novembre de 2007 | Mount Lemmon         | Mt. Lemmon Survey      |
| 448861 | 2011 UJ150             | 30 d'octubre de 2007   | Mount Lemmon         | Mt. Lemmon Survey      |
| 448862 | 2011 UT152             | 20 de setembre de 1998 | Kitt Peak            | Spacewatch             |
| 448863 | 2011 UH156             | 24 d'octubre de 2011   | Mount Lemmon         | Mt. Lemmon Survey      |
| 448864 | 2011 UQ161             | 23 d'octubre de 2011   | Kitt Peak            | Spacewatch             |
| 448865 | 2011 UY161             | 10 de desembre de 2007 | Socorro              | LINEAR                 |
| 448866 | 2011 UT166             | 3 de desembre de 2007  | Kitt Peak            | Spacewatch             |
| 448867 | 2011 UQ179             | 24 d'octubre de 2011   | Kitt Peak            | Spacewatch             |
| 448868 | 2011 UZ179             | 3 de març de 2000      | Kitt Peak            | Spacewatch             |
| 448869 | 2011 UT182             | 12 de novembre de 2007 | Mount Lemmon         | Mt. Lemmon Survey      |
| 448870 | 2011 UB183             | 14 de setembre de 2006 | Catalina             | CSS                    |
| 448871 | 2011 UM185             | 16 de novembre de 2007 | Mount Lemmon         | Mt. Lemmon Survey      |
| 448872 | 2011 UQ199             | 16 de desembre de 2007 | Kitt Peak            | Spacewatch             |
| 448873 | 2011 UG204             | 18 de novembre de 2007 | Mount Lemmon         | Mt. Lemmon Survey      |
| 448874 | 2011 UT204             | 16 de desembre de 2007 | Kitt Peak            | Spacewatch             |
| 448875 | 2011 UE206             | 21 d'octubre de 2007   | Mount Lemmon         | Mt. Lemmon Survey      |
| 448876 | 2011 UR221             | 29 de setembre de 2011 | Kitt Peak            | Spacewatch             |
| 448877 | 2011 UY238             | 17 d'octubre de 2007   | Mount Lemmon         | Mt. Lemmon Survey      |
| 448878 | 2011 UH239             | 4 de desembre de 2007  | Mount Lemmon         | Mt. Lemmon Survey      |
| 448879 | 2011 UZ239             | 17 d'octubre de 2006   | Kitt Peak            | Spacewatch             |
| 448880 | 2011 UN240             | 9 de maig de 2005      | Mount Lemmon         | Mt. Lemmon Survey      |
| 448881 | 2011 UE242             | 17 de setembre de 1998 | Kitt Peak            | Spacewatch             |
| 448882 | 2011 UH250             | 12 de setembre de 1994 | Kitt Peak            | Spacewatch             |
| 448883 | 2011 UL250             | 22 d'octubre de 2011   | Kitt Peak            | Spacewatch             |
| 448884 | 2011 UW252             | 19 de setembre de 2006 | Kitt Peak            | Spacewatch             |
| 448885 | 2011 UF266             | 26 de novembre de 2003 | Kitt Peak            | Spacewatch             |
| 448886 | 2011 UB267             | 1 d'octubre de 2011    | Kitt Peak            | Spacewatch             |
| 448887 | 2011 UW267             | 3 de desembre de 2007  | Kitt Peak            | Spacewatch             |
| 448888 | 2011 UH269             | 16 de gener de 2004    | Kitt Peak            | Spacewatch             |
| 448889 | 2011 UQ269             | 18 de novembre de 2007 | Mount Lemmon         | Mt. Lemmon Survey      |
| 448890 | 2011 UV277             | 21 d'octubre de 2011   | Mount Lemmon         | Mt. Lemmon Survey      |
| 448891 | 2011 UV286             | 18 d'octubre de 2007   | Kitt Peak            | Spacewatch             |
| 448892 | 2011 UE287             | 1 d'octubre de 2011    | Kitt Peak            | Spacewatch             |
| 448893 | 2011 UJ293             | 19 de novembre de 2007 | Kitt Peak            | Spacewatch             |
| 448894 | 2011 UY293             | 25 de setembre de 2006 | Mount Lemmon         | Mt. Lemmon Survey      |
| 448895 | 2011 UZ293             | 24 d'octubre de 2011   | Mount Lemmon         | Mt. Lemmon Survey      |
| 448896 | 2011 US295             | 28 de setembre de 2011 | Kitt Peak            | Spacewatch             |
| 448897 | 2011 UV295             | 11 d'abril de 2005     | Kitt Peak            | Spacewatch             |
| 448898 | 2011 UN298             | 20 de desembre de 2007 | Mount Lemmon         | Mt. Lemmon Survey      |
| 448899 | 2011 UV298             | 7 de desembre de 1999  | Kitt Peak            | Spacewatch             |
| 448900 | 2011 UM299             | 29 d'octubre de 2011   | Kitt Peak            | Spacewatch             |

## 448901–449000
| Nom    | Designació provisional | Data de descobriment   | Lloc de descobriment | Descobridor/s          |
| ------ | ---------------------- | ---------------------- | -------------------- | ---------------------- |
| 448901 | 2011 UJ300             | 11 de novembre de 2007 | Mount Lemmon         | Mt. Lemmon Survey      |
| 448902 | 2011 UT300             | 27 de febrer de 2009   | Kitt Peak            | Spacewatch             |
| 448903 | 2011 UH315             | 18 d'octubre de 2011   | Kitt Peak            | Spacewatch             |
| 448904 | 2011 UO317             | 11 d'abril de 2005     | Mount Lemmon         | Mt. Lemmon Survey      |
| 448905 | 2011 UH318             | 17 de novembre de 2007 | Kitt Peak            | Spacewatch             |
| 448906 | 2011 UT318             | 20 d'abril de 2009     | Kitt Peak            | Spacewatch             |
| 448907 | 2011 UB322             | 15 de setembre de 2006 | Kitt Peak            | Spacewatch             |
| 448908 | 2011 UQ326             | 24 d'octubre de 1995   | Kitt Peak            | Spacewatch             |
| 448909 | 2011 UN331             | 1 de gener de 2008     | Kitt Peak            | Spacewatch             |
| 448910 | 2011 UP334             | 16 de gener de 2004    | Kitt Peak            | Spacewatch             |
| 448911 | 2011 UN339             | 13 d'octubre de 2007   | Mount Lemmon         | Mt. Lemmon Survey      |
| 448912 | 2011 UY342             | 18 d'octubre de 2011   | Kitt Peak            | Spacewatch             |
| 448913 | 2011 UK364             | 7 d'abril de 2010      | WISE                 | WISE                   |
| 448914 | 2011 UP365             | 22 d'octubre de 2011   | Mount Lemmon         | Mt. Lemmon Survey      |
| 448915 | 2011 UM368             | 30 d'abril de 2009     | Mount Lemmon         | Mt. Lemmon Survey      |
| 448916 | 2011 UV378             | 14 de setembre de 2007 | Mount Lemmon         | Mt. Lemmon Survey      |
| 448917 | 2011 UD379             | 11 de novembre de 2007 | Mount Lemmon         | Mt. Lemmon Survey      |
| 448918 | 2011 UU379             | 23 d'octubre de 2011   | Kitt Peak            | Spacewatch             |
| 448919 | 2011 UO382             | 24 d'octubre de 2011   | Kitt Peak            | Spacewatch             |
| 448920 | 2011 UT386             | 9 de febrer de 2005    | Mount Lemmon         | Mt. Lemmon Survey      |
| 448921 | 2011 UZ387             | 18 de març de 2009     | Kitt Peak            | Spacewatch             |
| 448922 | 2011 UR394             | 15 d'octubre de 1995   | Kitt Peak            | Spacewatch             |
| 448923 | 2011 UH397             | 19 de novembre de 2003 | Kitt Peak            | Spacewatch             |
| 448924 | 2011 UJ397             | 23 de setembre de 2011 | Kitt Peak            | Spacewatch             |
| 448925 | 2011 UL407             | 26 de setembre de 2011 | Catalina             | CSS                    |
| 448926 | 2011 VG3               | 1 de novembre de 2011  | Catalina             | CSS                    |
| 448927 | 2011 VG4               | 6 d'octubre de 1994    | Kitt Peak            | Spacewatch             |
| 448928 | 2011 VQ6               | 9 de novembre de 2007  | Kitt Peak            | Spacewatch             |
| 448929 | 2011 VC8               | 28 de desembre de 1998 | Kitt Peak            | Spacewatch             |
| 448930 | 2011 VH11              | 20 d'octubre de 2011   | Mount Lemmon         | Mt. Lemmon Survey      |
| 448931 | 2011 VN16              | 17 de novembre de 2007 | Kitt Peak            | Spacewatch             |
| 448932 | 2011 VS17              | 27 d'octubre de 2011   | Catalina             | CSS                    |
| 448933 | 2011 VL18              | 13 de setembre de 2007 | Kitt Peak            | Spacewatch             |
| 448934 | 2011 WN1               | 17 de gener de 2008    | Mount Lemmon         | Mt. Lemmon Survey      |
| 448935 | 2011 WC2               | 5 de novembre de 2007  | Kitt Peak            | Spacewatch             |
| 448936 | 2011 WD4               | 15 de novembre de 2011 | Kitt Peak            | Spacewatch             |
| 448937 | 2011 WC9               | 24 de setembre de 2011 | Mount Lemmon         | Mt. Lemmon Survey      |
| 448938 | 2011 WT9               | 24 de setembre de 2011 | Mount Lemmon         | Mt. Lemmon Survey      |
| 448939 | 2011 WY15              | 20 d'octubre de 2011   | Mount Lemmon         | Mt. Lemmon Survey      |
| 448940 | 2011 WE16              | 19 de desembre de 2003 | Socorro              | LINEAR                 |
| 448941 | 2011 WM17              | 14 de desembre de 1998 | Kitt Peak            | Spacewatch             |
| 448942 | 2011 WL31              | 15 de gener de 2004    | Kitt Peak            | Spacewatch             |
| 448943 | 2011 WL32              | 20 d'octubre de 2011   | Mount Lemmon         | Mt. Lemmon Survey      |
| 448944 | 2011 WJ34              | 28 de març de 2009     | Kitt Peak            | Spacewatch             |
| 448945 | 2011 WJ43              | 16 de novembre de 2011 | Mount Lemmon         | Mt. Lemmon Survey      |
| 448946 | 2011 WR43              | 13 de novembre de 2007 | Kitt Peak            | Spacewatch             |
| 448947 | 2011 WL52              | 25 de setembre de 2006 | Mount Lemmon         | Mt. Lemmon Survey      |
| 448948 | 2011 WN56              | 1 de maig de 2009      | Mount Lemmon         | Mt. Lemmon Survey      |
| 448949 | 2011 WG62              | 16 de novembre de 2006 | Kitt Peak            | Spacewatch             |
| 448950 | 2011 WC66              | 18 de juliol de 2006   | Siding Spring        | Siding Spring Survey   |
| 448951 | 2011 WT66              | 17 de desembre de 2003 | Kitt Peak            | Spacewatch             |
| 448952 | 2011 WZ71              | 10 de gener de 2008    | Mount Lemmon         | Mt. Lemmon Survey      |
| 448953 | 2011 WE72              | 5 d'abril de 2005      | Mount Lemmon         | Mt. Lemmon Survey      |
| 448954 | 2011 WF73              | 5 de desembre de 2002  | Kitt Peak            | Spacewatch             |
| 448955 | 2011 WU82              | 22 d'octubre de 2011   | Kitt Peak            | Spacewatch             |
| 448956 | 2011 WB84              | 19 de desembre de 2007 | Mount Lemmon         | Mt. Lemmon Survey      |
| 448957 | 2011 WL88              | 17 de setembre de 2006 | Kitt Peak            | Spacewatch             |
| 448958 | 2011 WF91              | 9 de maig de 2004      | Kitt Peak            | Spacewatch             |
| 448959 | 2011 WN97              | 24 d'octubre de 2011   | Kitt Peak            | Spacewatch             |
| 448960 | 2011 WM102             | 3 de novembre de 2011  | Kitt Peak            | Spacewatch             |
| 448961 | 2011 WD116             | 16 de novembre de 2011 | Mount Lemmon         | Mt. Lemmon Survey      |
| 448962 | 2011 WN120             | 4 de desembre de 2007  | Catalina             | CSS                    |
| 448963 | 2011 WN123             | 19 de setembre de 2006 | Kitt Peak            | Spacewatch             |
| 448964 | 2011 WT123             | 8 de maig de 2005      | Kitt Peak            | Spacewatch             |
| 448965 | 2011 WK129             | 31 de desembre de 2007 | Kitt Peak            | Spacewatch             |
| 448966 | 2011 WY129             | 31 de març de 2009     | Kitt Peak            | Spacewatch             |
| 448967 | 2011 WY133             | 11 de setembre de 1998 | Caussols             | ODAS                   |
| 448968 | 2011 WE134             | 28 d'agost de 2006     | Kitt Peak            | Spacewatch             |
| 448969 | 2011 WS153             | 12 de març de 2000     | Kitt Peak            | Spacewatch             |
| 448970 | 2011 XL                | 13 de gener de 2008    | Kitt Peak            | Spacewatch             |
| 448971 | 2011 YA13              | 4 de novembre de 2007  | Mount Lemmon         | Mt. Lemmon Survey      |
| 448972 | 2011 YV15              | 10 de desembre de 2001 | Socorro              | LINEAR                 |
| 448973 | 2011 YR20              | 20 de setembre de 2009 | Kitt Peak            | Spacewatch             |
| 448974 | 2011 YR21              | 18 de novembre de 2007 | Kitt Peak            | Spacewatch             |
| 448975 | 2011 YT23              | 21 de desembre de 2005 | Kitt Peak            | Spacewatch             |
| 448976 | 2011 YX26              | 19 de desembre de 2007 | Mount Lemmon         | Mt. Lemmon Survey      |
| 448977 | 2011 YL29              | 17 de gener de 2007    | Kitt Peak            | Spacewatch             |
| 448978 | 2011 YM50              | 17 de febrer de 2007   | Catalina             | CSS                    |
| 448979 | 2011 YU50              | 21 de novembre de 2007 | Mount Lemmon         | Mt. Lemmon Survey      |
| 448980 | 2011 YX53              | 6 d'octubre de 2002    | Socorro              | LINEAR                 |
| 448981 | 2011 YO68              | 28 d'octubre de 2006   | Catalina             | CSS                    |
| 448982 | 2011 YB73              | 29 d'octubre de 2006   | Catalina             | CSS                    |
| 448983 | 2011 YN75              | 4 de novembre de 2007  | Mount Lemmon         | Mt. Lemmon Survey      |
| 448984 | 2011 YH78              | 2 d'octubre de 2010    | Mount Lemmon         | Mt. Lemmon Survey      |
| 448985 | 2012 AN6               | 3 de febrer de 2008    | Kitt Peak            | Spacewatch             |
| 448986 | 2012 AO9               | 19 de setembre de 2005 | Kitt Peak            | Spacewatch             |
| 448987 | 2012 AP12              | 25 de desembre de 2011 | Kitt Peak            | Spacewatch             |
| 448988 | 2012 AS14              | 23 de març de 2009     | XuYi                 | PMO NEO Survey Program |
| 448989 | 2012 BK21              | 20 de juliol de 2010   | WISE                 | WISE                   |
| 448990 | 2012 BD23              | 15 d'abril de 2007     | Catalina             | CSS                    |
| 448991 | 2012 BO23              | 27 d'agost de 2006     | Kitt Peak            | Spacewatch             |
| 448992 | 2012 BL26              | 9 de març de 2002      | Kitt Peak            | Spacewatch             |
| 448993 | 2012 BP28              | 10 de març de 2008     | Mount Lemmon         | Mt. Lemmon Survey      |
| 448994 | 2012 BT28              | 11 de novembre de 2001 | Anderson Mesa        | LONEOS                 |
| 448995 | 2012 BB29              | 27 de desembre de 2011 | Kitt Peak            | Spacewatch             |
| 448996 | 2012 BN30              | 18 d'octubre de 2006   | Kitt Peak            | Spacewatch             |
| 448997 | 2012 BE36              | 12 de juliol de 2005   | Mount Lemmon         | Mt. Lemmon Survey      |
| 448998 | 2012 BH47              | 12 d'octubre de 2010   | Mount Lemmon         | Mt. Lemmon Survey      |
| 448999 | 2012 BV49              | 15 de setembre de 2010 | Mount Lemmon         | Mt. Lemmon Survey      |
| 449000 | 2012 BY53              | 30 de juliol de 2010   | WISE                 | WISE                   |